# Veganizmus
A veganizmus az állati eredetű termékek használatának mellőzése és az ehhez kapcsolódó filozófia, ami elutasítja az érezni képes állatok árucikk státuszát és kizsákmányolását, amely megnyilvánul a táplálkozás, a szórakozás, a ruházkodás és a higiéniai termékek választásában is. A veganizmus követőjét vegánnak nevezik. Magát a kifejezést Donald Watson 1944-ben, Angliában használta először. Watson nem volt elégedett a vegetáriánus szóval, mert az nem teszi érthetővé az indítékot, és csupán a hús és az állati összetevők étrendből való kihagyásáról szól.
A közhiedelemben tévesen különbséget tesznek a vegánok és a veganizmus különböző típusai között aszerint, hogy milyen megfontolásból, motivációból dönt valaki a vegán életmód mellett (étrendi, etikai, környezetvédelmi stb.). Valójában a veganizmus egy állatjogi mozgalom, így csakis etikai veganizmus létezik. Nagyon gyakori az is, hogy egyes cégek egyes termékeikre ráírják a vegán jelzőt, miközben a többi termékeikben állati eredetű alapanyagokat használnak fel. Amennyiben a csak növényi alapanyagú termékeik mellett állati alapanyagú terméket is gyártanak, forgalmaznak, úgy a növényi összetevőjű élelmiszerük sem felel meg a vegán kritériumnak. A vegán kifejezés tehát nem a tisztán növényi alapanyagokból készül termék szinonimája, ezen felül az etikai elv betartása is szükséges hozzá.[forrás?]
Ezeknek a tévesen meghatározott motivációknak az esetében mindegyiknél máshol van a hangsúly, és esetenként vita lehet bizonyos élelmiszerek fogyasztásáról, vagy bizonyos tárgyak használatáról. Ilyen például a méz, a bőrruházat, vagy egyes szintetikus anyagok használata. Azonban a félreértések ellenére a veganizmus minden állati eredetű terméket és szórakozási lehetőséget igyekszik kizárni, a pusztán növényi étrendet követők életmódjába férhetnek csak bele ezek a termékek (méz, bőr, cirkusz stb.)
Emellett a vallási és egészségügyi okból növényi étrendet követők számára vitás terület még az alkohol és a cigaretta kérdése. Vannak, akik szerint ezek beleférnek a vegánságba, hiszen növényi eredetűek. Mások úgy gondolják, hogy a növényi étrend egyik alap törekvése az egészséges élet, így semmilyen függőséget okozó szer nem engedélyezett. Azonban a veganizmusba ezek a szerek bele illenek, amíg azok nem állatok kizsákmányolásával készülnek, és kerülnek forgalomba (állatkísérlet-mentes dohánytermék, állati eredetű összetevőt nem tartalmazó alkohol stb.)
A veganizmus a Vegan Society alapító okirata szerint, eredetileg nem kizárólag az állatokról szólt, hanem egy velük kapcsolatos nézetről, filozófiáról, az egészségről és a környezetvédelemről is. A mai hivatalos definíció szerint azonban a veganizmus a filozófiát és életmódot jelöli, amely igyekszik megállítani – amennyire csak lehetséges és megvalósítható – az állatok kizsákmányolásának és a velük szembeni kegyetlenségnek minden formáját. A Vegan Society hivatalos oldalán a definíció alatt hatalmas betűkkel hirdeti: A veganizmus nem csak diéta, így az, hogy étrendi, környezetvédelmi és vallási vegán, nem értelmezhető, egyedül állatjogi kategóriáról beszélhetünk.
A vegán kifejezést Donald Watson, a brit Vegán Társaság (Vegan Society) társalapítója alkotta 1944-ben, tejtermék nélküli vegetáriánus jelentéssel. Emellett a társaság a tojásfogyasztást is ellenezte. 1951-ben a társaság a veganizmus definícióját kibővítette a következő jelentésre: „a világnézet, amely szerint az embernek az állatok kizsákmányolása nélkül kellene élni”. 1960-ban H. Jay Dinshah létrehozta az Amerikai Vegán Társaságot, a veganizmust az ahimsza – azaz az élőlények elleni erőszak kerülése – hindu és dzsainista koncepciójához kötve.
A brit Vegán Társaság hivatalos definíciója szerint: „A veganizmus egy olyan filozófiai és életmódbeli irányzat, amely arra törekszik – amennyire lehetséges és megvalósítható –, hogy kizárja az állatok kizsákmányolásának, kihasználásának minden formáját illetve a velük szemben elkövetett kegyetlenségeket étkezési, ruházkodási vagy más célokból, továbbá támogatja az állatok kihasználásától mentes életforma és alternatívák növekedését, népszerűsíti az emberekre, az állatokra és a környezetre gyakorolt pozitív hatásait. Étkezési szempontból pedig kizárja az összes részben vagy teljesen állati eredetű alapanyagot.”
A veganizmus kicsi, de folyamatosan növekvő mozgalom. A legtöbb országban növekszik a vegán éttermek száma, és bizonyos állóképességi sportágak – például a Vasember triatlon és az ultramaraton – egyes élversenyzői a veganizmus, köztük a nyersevő veganizmus elvei szerint élnek.
A helyesen megtervezett vegán étrendről kiderült, hogy védelmet nyújt sok degeneratív betegség, köztük a szívbetegség ellen, és az Amerikai Dietetikai Szövetség (ADA) és a Kanadai Dietetikusok (Dietitians of Canada) szerint az életciklus bármely szakaszában megfelelő.
A vegán étrendnek általában magasabb az étrendi rost, magnézium, folsav, C-vitamin, E-vitamin, vas és növényi hatóanyag tartalma; és alacsonyabb a kalória, telített zsír, koleszterin, hosszú szénláncú omega-3 zsírsav, D-vitamin és B12-vitamin tartalma.
Mivel a növényi ételek általában nem tartalmaznak jelentős mennyiségű B12-t, a kutatók egyetértenek abban, hogy a vegánoknak B12-vel dúsított ételeket szükséges enniük vagy naponta táplálékkiegészítőt szedniük.

## Történelem

### XIX. század
További információ: Vegetarianizmus

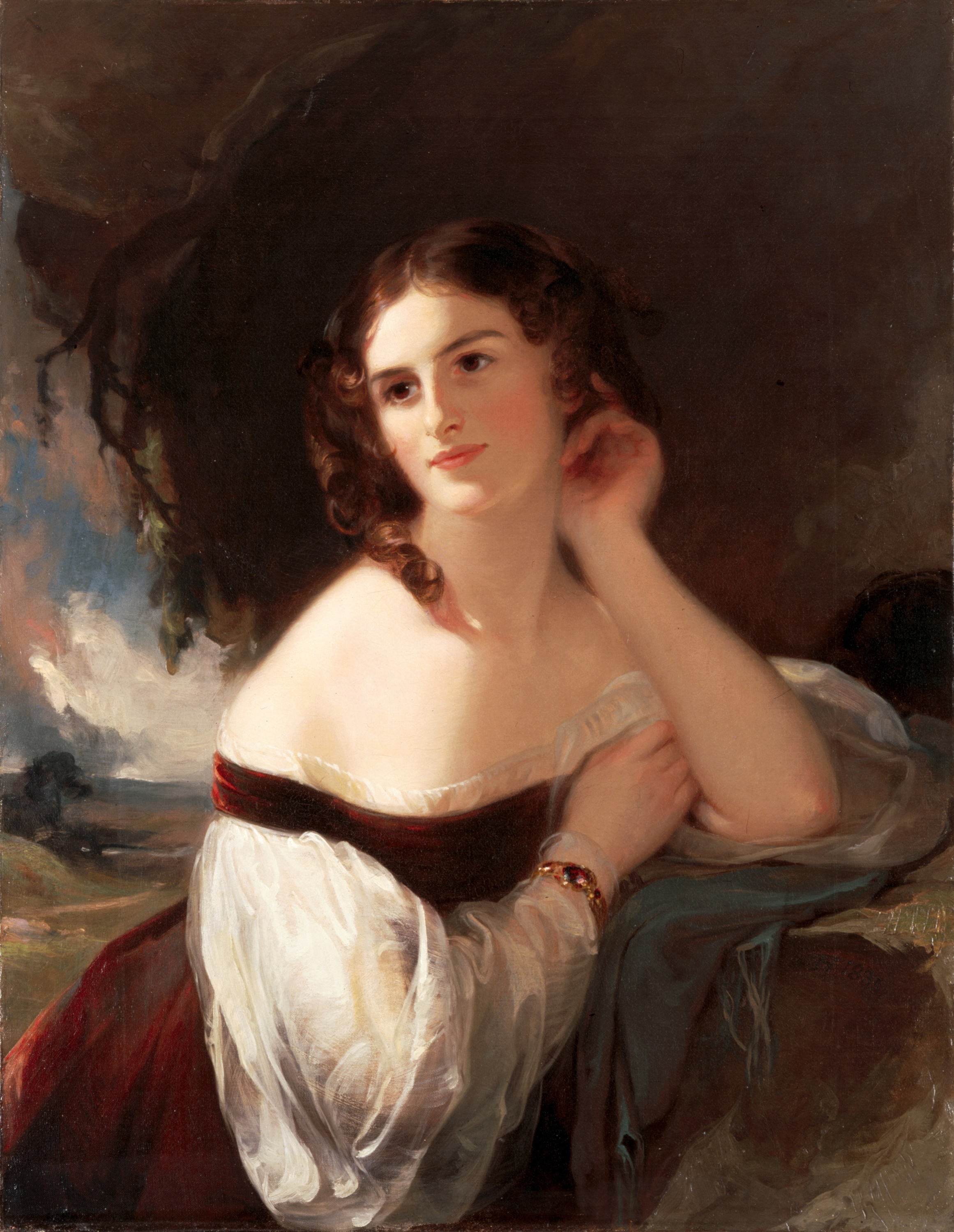
Fanny Kemble (1809–1893) Thomas Sully festménye, 1834. Az Oxford English Dictionary neki tulajdonítja a vegetáriánus szó korai használatát

A „vegetáriánus” szót a XIX. században kezdték használni azokra utalva, akik kerülték a húst; akik kerülték a halat, tojást és tejtermékeket is, azokat szigorú vagy teljes vegetáriánusnak nevezték.
Az Oxford English Dictionary a szó legkorábbi használatát Fanny Kemble (1809–1893) angol színésznőnek tulajdonítja, aki 1839-ben az USA Georgia államában írt erről.
1834-ben Amos Bronson Alcott amerikai transzcendentalista és szigorú vegetáriánus (Louisa May Alcott apja) nézeteinek terjesztésére Bostonban megnyitotta a Temple School iskolát. 1838-ban James Pierrepont Greaves az angliai Surreyben Alcott House néven szövetkezeti közösséget és bentlakásos iskolát indított, amely a szigorú vegetáriánus étrendet követte.
1844-ben Alcott a massachusettsi Harvardban megalapította a szigorú vegetáriánus Fruitlands közösséget, bár ez csak 7 hónapig maradt fenn.
1847-ben az angliai Alcott House tagjai az ovo-lakto-vegetáriánus Bible Christian Church egyházzal, és a Truth-Tester antialkoholista folyóirat olvasóival együtt részt vettek az első Vegetáriánus Társaság létrehozásában. A Társaság első találkozóját Salford MP Joseph Brotherton (1783–1857) elnökletével még azon év szeptemberében tartotta Ramsgate Northwood Villa épületében.
1851-ben megjelent egy cikk a Vegetáriánus Társaság magazinjában lábbelik esetén a bőr alternatíváiról, amit a Nemzetközi Vegetáriánus Unió (IVU) bizonyítéknak tekint arra, hogy Angliában létezett egy másik csoport, amely teljesen el akarta kerülni az állati termékek használatát.
A Társaság 1886-ban közölte nagy hatású, Kérvény a vegetáriánusságért című írását Henry Salt (1851–1939) aktivista tollából. Ő volt az egyik első író aki megtette a paradigmaváltást az állatjóléttől az állatjog felé.
Ebben Salt elismerte, hogy ő vegetáriánus, leírva, hogy ez egy „ijesztő beismerés”, mert „a hétköznapi társadalomban a vegetáriánust csak kicsivel tartják jobbnak az őrültnél.”

### XX. század eleje

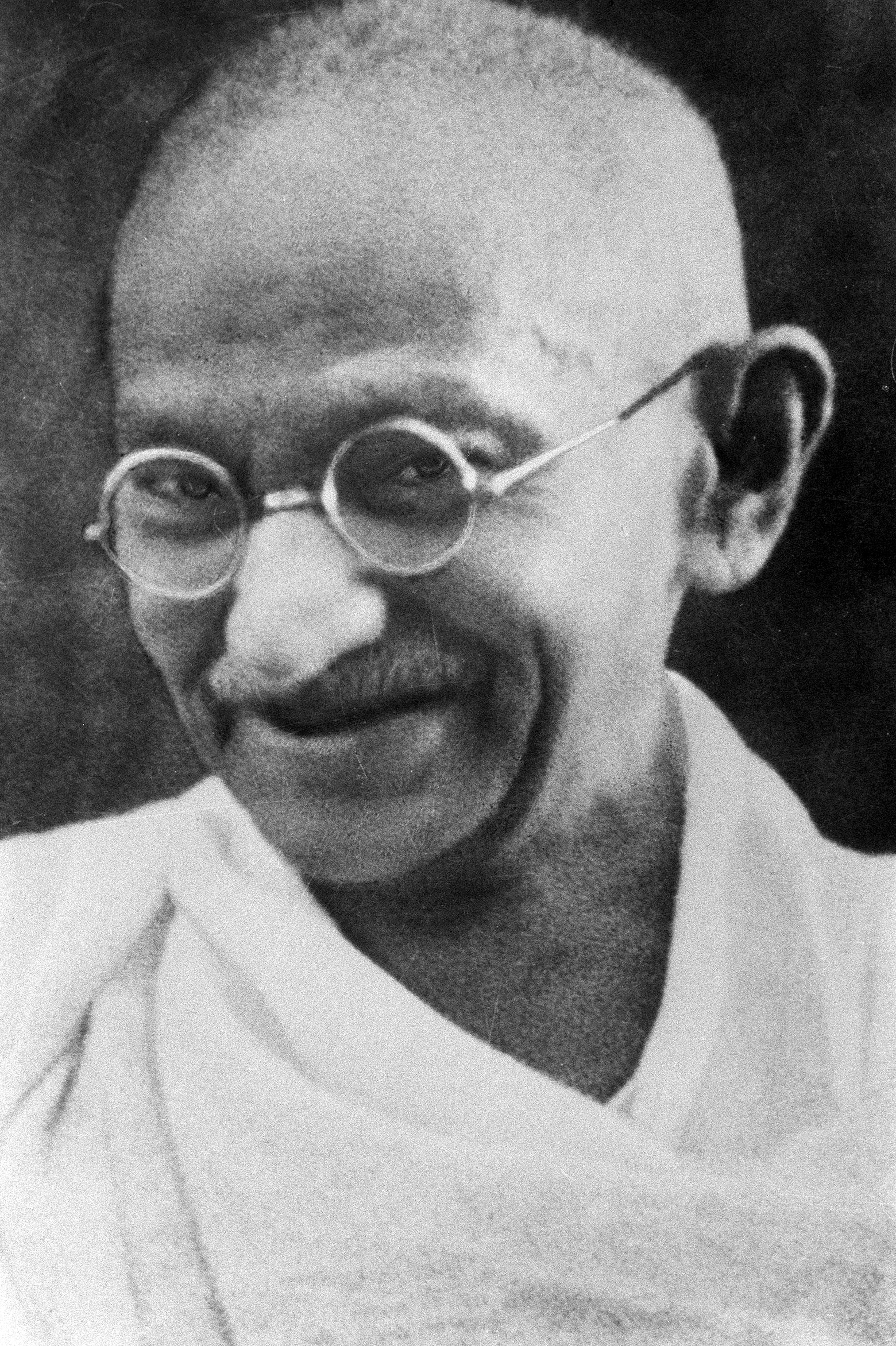
Mahátma Gandhi felhívása a vegetáriánusokhoz, hogy az etikai oldalra koncentráljanak, a Vegán Társaság 1944-es nézeteinek előhírnöke volt

Az első ismert vegán szakácskönyvet, Rupert H. Wheldon „No Animal Food” című könyvét C.W. Daniel adta ki Angliában, 1910-ben.
Leah Leneman azt írja, hogy 1912-ben a TVMHR, a Vegetáriánus Társaság manchesteri szervezete újságjának szerkesztője vitát indított az olvasók között arról, hogy a vegetáriánusok elkerüljék-e a tojást és a tejterméket. A válaszoló 24 vegetáriánus nézetét e szavakkal összegezte: „A vegetáriánusok tojás és tejtermék használatának védelmében itt felhozott érvek nem kielégítők. Az egyetlen igazi út gabonán, hüvelyeseken, gyümölcsön, dióféléken és zöldségeken élni.” Az újság 1923-ban közölte, hogy „az ideális álláspont vegetáriánusok számára a tartózkodás az állati termékektől”, és hogy a társaság tagjainak nagy része átmeneti fázisban volt. 1935-ben megemlítette, hogy a kérdés minden évvel egyre sürgetőbbé válik.
1931-ben Mahátma Gandhi (1869–1948) felszólalt a Vegetáriánus Társaság egy londoni találkozóján – amelyen Henry Salt is részt vett –, azt hangoztatva, hogy a társaságnak a húsmentes étrendet morális kérdésként, nem az emberi egészség kérdéseként kellene hirdetnie. Norm Phelps azt írja, hogy ez a Társaság ama tagjainak helyreutasítása volt, akik a vegetáriánusság egészségi előnyeire koncentráltak. Gandhi úgy érvelt, hogy „a vegetáriánusok szokása, hogy semmi másról nem beszélnek csak ételről és csak betegségről. Úgy érzem, ez a dolog kezelésének legrosszabb módja... Azt fedeztem fel, hogy ahhoz, hogy valaki szilárdan kitartson a vegetáriánusság mellett, etikai alapon kell állnia.” Barátságot kötött más vezető vegetáriánus aktivistákkal – közéjük tartozott Salt és Anna Kingsford (1846–1888) angol orvosnő, a The Perfect Way in Diet (1881) című könyv írója. Bár Gandhi továbbra is ivott tejet – amit nem tudott feladni és élete tragédiájának nevezett – Phelps szerint beszéde felhívás volt, hogy a Társaság azonosuljon Salt állatjogi nézeteivel és előfutára volt Donald Watson 1944-es nézeteinek.

### 1944: Avegánkifejezés megalkotása
1943 júliusában Leslie Cross, a Leicester Vegetáriánus Társaság tagja annak hírlevelében, a The Vegetarian Messengerben aggodalmának adott hangot, hogy a vegetáriánusok még fogyasztanak tejterméket. Egy évvel később, 1944 augusztusában a társaság két tagja, Donald Watson (1910–2005) és Elsie "Sally" Shrigley (1978-ban hunyt el) javasolta a tejtermék nélküli vegetáriánus alcsoport megalakítását. Amikor a végrehajtó bizottság elvetette az elképzelést, ők ketten és további öt ember november 1-jén találkoztak a londoni Holborn Attic Clubjában, hogy megvitassák egy különálló szervezet felállítását, amit döntésük alapján Vegán Társaságnak fognak nevezni.
Voltak egyéb javaslatok a tejtermék nélküli vegetáriánus helyettesítésére más tömör kifejezéssel, mint a dairyban, vitan, benevore, sanivore vagy a beaumangeur, de Watson a vegán kifejezés – a vegetarian angol szó első három és utolsó kettő betűje – mellett döntött. Ahogy 2004-ben fogalmazott, a „vegetarian kezdete és vége”.
A szót először 1962-ben közölte független szócikként az Oxford Illustrated Dictionary, így definiálva: „olyan vegetáriánus, aki nem eszik vajat, tojást, sajtot vagy tejet”.
Fay K. Henderson a következő évben publikálta a Vegán receptek könyvet; ez volt az első receptkönyv a címében a vegán szóval.
Az USA-ban az első vegán társaságot 1948-ban alapította a kaliforniai Dr. Catherine Nimmo és Rubin Abramowitz. Nimmo 1931 óta volt vegán; és a brit Vegán Társaság Vegan hírlevelét a levelezési listáján belül elkezdte terjeszteni az USA-ban.
1951-ben a brit Vegán Társaság kiterjesztette definícióját a veganizmusról: „az alapelv, hogy az embernek az állatok kizsákmányolása nélkül kellene élnie”. Leslie Cross, a társaság alelnöke azt írta, hogy a veganizmus egy elv, ami „nem annyira az [állatok] jólétéről, inkább a felszabadításukról szól”. A társaság elkötelezte magát, hogy „igyekszik véget vetni az állatok ember általi használatának élelmiszer, árucikk, munkavégzés, vadászat, élveboncolás és minden egyéb célból, amely az állat életének ember általi kizsákmányolásával jár.” A tagoktól elvárták, hogy nyilvánítsák ki egyetértésüket, és annyira az eszménynek megfelelően éljenek, amennyire csak tudnak.
1957-ben H. Jay Dinshah (1933–2000), egy párszi fia Mumbaiból meglátogatott egy vágóhidat, és elolvasta Watson néhány írását. Elhatározta, hogy lemond minden állati termékről; és 1960. február 8-án New Jersey Malaga városában megalapította az Amerikai Vegán Társaságot (AVS), beolvasztva Nimmo társaságát is, a veganizmust kifejezetten összekötve az ahimsza koncenpciójával – ez egy szanszkrit szó, amely azt jelenti, „nem ártás”. Az AVS ezt „dinamikus ártalmatlanságnak” nevezte; és hogy hangsúlyozza a kapcsolatot a veganizmussal, magazinjának az Ahimsa nevet adta.
A filozófiát két alapkönyv magyarázza el: Dinshah „Out of the Jungle: The Way of Dynamic Harmlessness” című könyve (1965) és Victoria Moran „Compassion, the Ultimate Ethic: An Exploration of Veganism” című könyve (1985); az utóbbi először az Ahimsában jelent meg esszésorozatként.
Ma a vegán szót még mindig használják mind a növényi alapú étrend, mind az életmód leírására, amely igyekszik teljesen kiküszöbölni az állatok használatát.
1994 óta november 1-jén tartják a Vegán Világnapot, a brit Vegán Társaság 1944-es alapítási dátumának napján.

### 2000-es évek: Demográfia
1997-ben az USA-ban 3 százalék nyilatkozott úgy, hogy az előző két évben semmilyen célból nem használtak állatokat.
2005-ben a londoni The Times újság a vegánok számát 250 ezerre becsülte az Egyesült Királyságban, a The Independent 2006-ban pedig 600 ezerre.
Egy 2007-es brit kormányfelmérésben két százalék vallotta magát vegánnak.
A Hollandiai Szervezet a Veganizmusért 2007-ben a vegánok számát 16 ezerre becsülte Hollandiában, ami nagyjából a lakosság 0,1 százaléka.
A Vegetarian Resource Group számára végzett felmérés 2008-ban arról számolt be, hogy az amerikaiak körülbelül 0,5%-a, vagyis 1 millió ember vallotta magát vegánnak.

### 2010–2018: A vegán gondolkodás egyre népszerűbb
Az elmúlt évtizedben a veganizmus állandó növekedést mutatott, évről-évre egyre többen váltottak élet- és személetmódot szerte a világon. A környezetet, az állatjólétet és a saját egészségi állapotot illetően az Y generáció több önazonosságú vegetáriánussal büszkélkedhet, mint bármelyik másik. – állítja a The New York Times.
Az NBC arról számolt be, hogy a Google a "vegán" keresésre 33%-os növekedést mért 2015 és 2016 között. Ez valamivel magasabb, mint a 2014 és 2015 közötti növekedés.
Sőt, a Mintel is nemrégiben megállapította, hogy 2014 óta Ausztráliában a vegán gondolkodásnak megfelelő termékek kereslete 92%-kal növekedett, és a Lux Research arra számít, hogy a növényi fehérjék 2054-re a globális fehérjepiac egyharmadát teszik majd ki.
2014 óta népszerű a Veganuary, amelynek lényege, hogy érdeklődők egész januárban tisztán növényi táplálkozáson élnek, mint a vegánok. Ehhez akkor még csak 3300 ember csatlakozott, ami 2017 januárjára 59.500 lett, 2018-ra pedig már 130.000-nél járt a mozgalom. A 2017-es regisztrált 59.500 ember közül 44% húsevő, 38% vegetáriánus és 18% peszkatáriánus volt. A hónap végén 77% azt mondta, hogy kizárólag vegán felfogásnak megfelelő ételeket ettek januárban, és 67% folytatta ezt a táplálkozást.
A hatalmas érdeklődés miatt a kereslet is megnőtt a vegán/növényi termékek iránt. Rengeteg nagyvállalat jelentette be, hogy készítenek vegán termékeket vagy teljesen megváltoztatják a pozicionálásukat és termékeik alapanyagait 100% vegánra. A vegán sajtpiac máris elérte a 4 milliárd dolláros értéket, a McDonald's tesztelt – és azonnal be is vezetett – egy vegán hamburgert, a McVegant, elkészült a vegán Bailey's, a Ben & Jerry's új vegán ízeket mutatott be, és még a tejipar nagy szereplői is kijelentették, hogy komoly veszélyt látnak a növényi tejek térhódításában. A Marks & Spencer elmondása szerint a legtöbb kérelem a vegánoktól jön, vegán termékek iránt. – mondta James Newton Brown, a termékfejlesztés vezetője. Az M&S megváltoztatta a címkézését, hogy a vegánoknak megfelelő "vegetáriánus termékeket" kifejezetten vegánként címkézzék, hiszen az.
Itthon is történt változás, hiszen végre hazánkba is megérkezett a híres Veganz márka, aminek egyelőre borsos ára van, és nem lettünk vele a világ vezető vegán-barát országa, de nagyon jó, hogy már nálunk is növekszik a kifejezetten vegánoknak gyártott termékek mennyisége.
Minél egyszerűbb lesz itthon is az életmód, annál többen fognak váltani. De legyünk őszinték, a legtöbb városban már most is megoldható egy teljes értékű, laktató és egészséges növényi étrend, és más, állatokat kihasználó termékekre is találni kegyetlenségmentes alternatívát.
A növényi alapú élelmiszerek piaca évről-évre egyre nagyobbra nő, míg az állati eredetű tejek iránti kereslet 2015 óta 7%-kal csökkent Archiválva 2018. március 20-i dátummal a Wayback Machine-ben, ami 2020-ra már elérheti a 11%-os csökkentést.
A Plant Based Foods Association és a The Good Food Institute jelentése szerint a tejipari alternatívák, például a vegán sajtok, tejszín és joghurtok is elérték a 700 millió dolláros piaci értéket. A Grand View Research tanulmánya szerint a növényi alapú tejek értékesítése 2024-re körülbelül egy 35 milliárd dolláros üzlet lesz. A Lux Research szerint a növényi fehérjék 2054-re a globális fehérjepiac egyharmadát teszik majd ki. A bizonyítékok egyértelműek: A növényi alapú termékek iránti kereslet exponenciálisan növekszik.
A veganizmus az Egyesült Államokban 2014 óta 600%-kal növekedett. Archiválva 2018. március 19-i dátummal a Wayback Machine-ben A New York Times szerint nagyon sok fiatal vegán van. Nekik már sokkal inkább szívügyük a változás, az egészséges életmód, az elveik és a környezetvédelem, mint az előző generációnak. Persze rengeteg felnőtt (és összességében több felnőtt) vegán van, mint fiatal (18-) de alapvetően a fiatalok nagyon gyors ütemben váltanak, egyre többen.
Az International Taste Solutions a 2018-as étel trend listáján a harmadik helyen helyezte el a veganizmust. Az ITS észrevételeinek megemlítése szerint az Unilever Food Solutions kijelenti: "A 2017-es év egyik legjelentősebb sikere a vegetáriánus és a vegán étkezési szokások. Növekvő elérhetőségével és változatosságával az éttermekben lassan átveheti a hatalmat az állati eredetű ételek felett az egészségtudatos növényi étrend."
A közelmúltban a Baum + Whiteman vezető vendéglátóipari cég kiadta a 2018-as Food & Beverage Forecastot, amely szerint a vegán ételek az elkövetkező év megatrendjei lesznek. A cég azt ajánlja, hogy a tudatos, trendkövető éttermek mindenképp iktassanak be vegán ételeket a kínálatukba. Az új, 2018-ban nyíló éttermek pedig akár kezdjék rögtön vegán éttermeként, keressenek hozzá befektetőket, mert nagyot kaszálhatnak, ha időben elkezdik.
A Prove.hu évente frissülő cikkéből kiderül, hogy a vegánság iránti kereslet Amerikában 3 év alatt 600%-kal növekedett.

### Veganizmus Magyarországon
Magyarországon a 20. század elején megjelenő bicsérdizmus törekvése volt a nyers növényevő táplálkozásmód.
Az 1980-as években éledező magyar vegetáriánus mozgalommal újra megjelent a veganizmus is. A 90-es években Vass György Boldizsár (Vegetáriánusok Baráti Köre, Budapest) nevéhez fűződik a téma felélesztése, népszerűsítése, aki az akkortájt rendszeresen megjelenő Vegetáriánus Hírlevélben cikkezett erről. Napjainkban a veganizmus legnépszerűbb hazai szószólói közé tartozik Puskás Péter, Steiner Kristóf, Király Karolina, Vitéz Petra, Vida Raul, Korpádi Péter, Juhász Anita Diána, Bonifert Anna, Stőhr Gréta és dr. Tóth Gábor.
2016 novemberében pedig az Orvosi Hetilapban jelent meg egy kutatás a növényi étrendről.
2016. decemberében indult a Csir Kevin nevű Facebook oldal, ami azóta a legnagyobb számban követett állatjogi és vegán oldal lett Magyarországon. 
2018. novemberében, a Vegán Világnap alkalmával elindult az ország első online vegán magazinja, a Prove.hu, amely azóta is egyetlen aktívan frissülő portálként működik ebben a témában. 
2020. januárjában debütált hazánkban a Veganuár, a nemzetközi Veganuary által inspirált mozgalom magyar változata, amelyet szintén a Prove magazin hozott létre, és vont be hozzá nemzetközi és hazai partnereket egyaránt. 
2021. augusztusában pedig megjelent egy közel 140 oldalas, ingyenesen letölthető e-könyv  Kezdő vegán címmel.

## Áttekintés

### Tartózkodás az állati termékektől
A vegánok teljesen elutasítják az állatok árucikké tételét. Az Egyesült Királyság Vegán Társasága csak akkor ad ki vegán igazolást egy termékről, ha az mentes az állatok igénybevételétől, amennyire az csak lehetséges és praktikus.

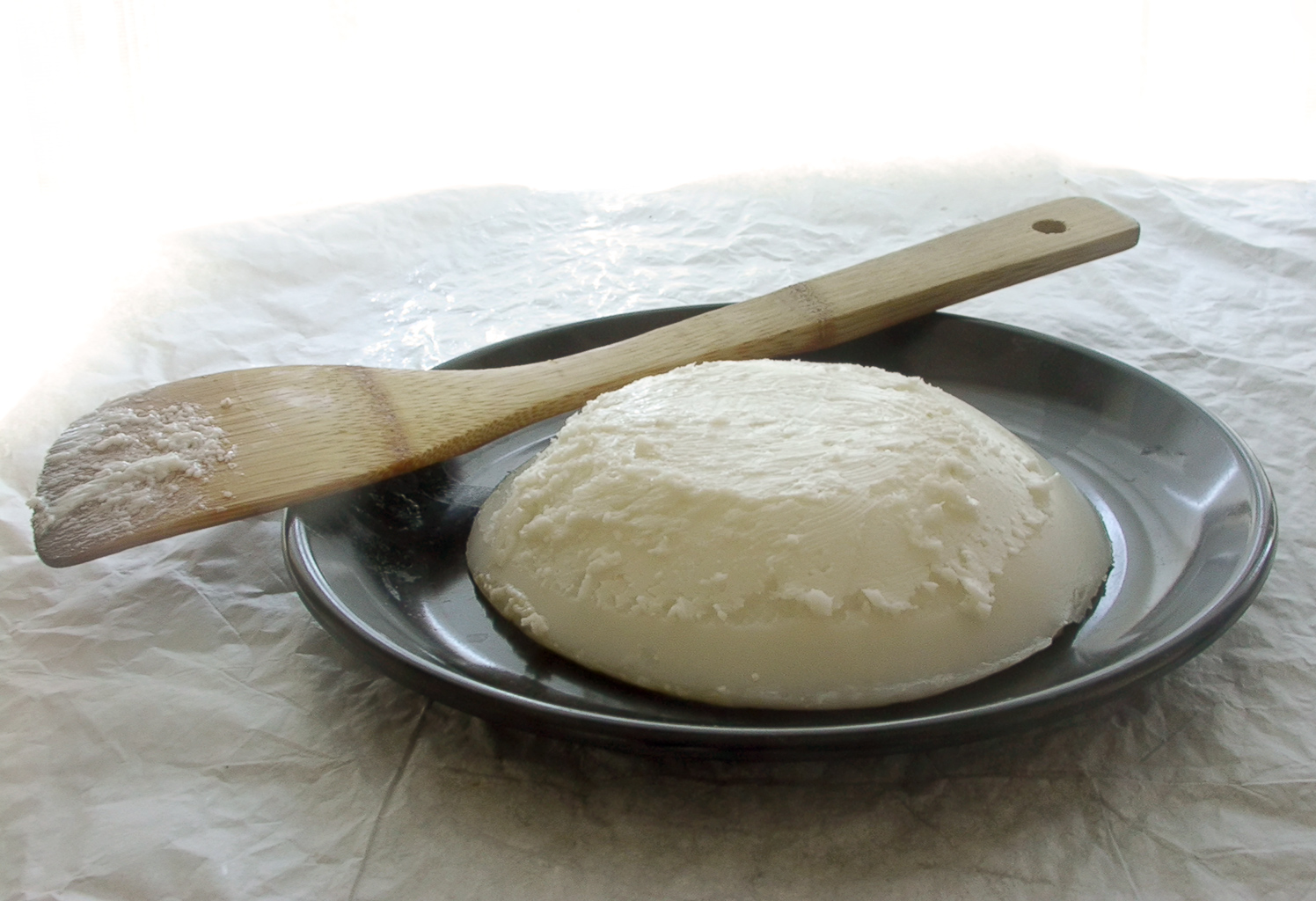
Sertészsír

Állati termék minden állatból származó anyag, köztük a hús, hal és rák, tojás, tejtermékek, méz, szőrme, bőr, gyapjú és selyem. Egyéb általánosan használt állati termékek, melyek egy részének állati eredete talán kevésbé ismert: méhviasz, csontszén, csontporcelán, kármin, kazein, kokcsinella, zselatin, halenyv, lanolin, disznózsír, állati oltó, sellak, faggyú, tejsavó és használt sütőzsiradékok. Sokat ezek közül lehet, hogy nem tüntetnek fel egy termék alapanyagai között.
A Vegán Társaság és az Amerikai Vegán Társaság sem tekinti vegánok számára megfelelőnek a méz, selyem és egyéb rovaroktól származó termékek használatát, míg a Vegan Action és Vegan Outreach ezt személyes döntés kérdésének tekinti.
A vegánok nem használnak állati termékeket ruházkodásra, illatszernek, vagy bármi más célra; és próbálják elkerülni az állatokon tesztelt alapanyagokat. Nem vásárolnak szőrmekabátot, bőrcipőt, övet, táskát, pénztárcát, gyapjúpulóvert, selyemsálat, kamerához filmet, bizonyos vakcinákat is igyekeznek kerülni. Amikor vegánná válnak, gazdasági körülményeiktől függően az ilyen dolgokat odaadhatják jótékony szervezeteknek vagy elhasználódásukig használják őket. Az állati termékek nélkül készült ruházat széles körben elérhető a boltokban és online is. A gyapjú alternatívái közé tartoznak a pamut, kender, műselyem és a szintetikus szálak. Egyes vegán ruhadarabok – különösen a cipők – kőolaj alapú termékekből készülnek, ami kritikát váltott ki a termelésükkel járó környezeti ártalom miatt.
Ma már a folyamatosan fejlődő ruhaipar képes ananászból, gombából vagy szójából is bőrt készíteni, illetve laboratóriumi körülmények között bőrt előállítani.

### Vegán gondolkozás szerinti táplálkozás

#### Konyha
Bármilyen növényi alapú étel lehet vegán. A hétköznapi, állati alapanyagok nélkül készített vegán ételek közé tartoznak a ratatouille, falafel, hummusz, vegán burrito, rizs és bab, vegán kínai sült zöldség és primavera tészta. A vegán konyhában elterjedten alkalmazzák az olyan alapanyagokat, mint a tofu, tempeh és szejtán. Mandula-, gabona- vagy szójaitalt használnak a tehén- vagy kecsketej helyett. A tyúktojás helyett a vegán receptek almaszószt, őrölt lenmagot, burgonyapürét, tofut vagy kereskedelmi, keményítőalapú tojáshelyettesítőket használnak.
Bevásárláskor fontos:
- A növényi alapanyagok ha csak lehet származzanak biotermelőktől
- Teljes kiőrlésű gabonaféléket használjon.
- Az élelmiszerek minél kezeletlenebbek legyenek.
- Mindig (nagyon) jó minőségű alapanyagokat vásároljon. Így a legegyszerűbb étel is ízletes lesz.
- Főleg helyben termelt élelmiszert vegyen, lehetőleg ismerős gazdától, például helyi termelői piacon.
- Évszak szerinti idényzöldségeket válasszon.
- Tartson otthon többféle olajat (olíva, csalán, mák, len, dió). Ezek jó forrásai az omega-3 zsírsavaknak. A különféle olajakat érdemes egymással keverni. Nyugodtan kísérletezzen!

A táplálkozási élelmiszerpiramis vegán verziója

Elterjedtek a szójából és gluténból készült húspótlók vagy „hamis húsok”, mint a vegetáriánus kolbász, vegetáriánus fasírt és vega burger. Azonban mivel némelyik hús nélküli vegetáriánus élelmiszer (köztük néhány vegetáriánus kolbász is) tartalmazhat tojást vagy tejterméket, ezért ezek egy vegetáriánus étrendjének elfogadható részei lehetnek, a vegánok számára viszont nem azok. Széles körben használják a szójából, diófélékből és tápiókából készült sajtutánzatokat. A különböző ételekben a Chreese, Daiya, Teese, Tofutti és hasonló vegán sajtok helyettesíthetik a tehénsajt ízét és olvadékonyságát.
Joanne Stepaniak azt írja, hogy sajthelyettesítőket elő lehet állítani otthon, a Vegan Vittles, The Nutritional Yeast Cookbook, és a The Uncheese Cookbook receptjeit használva.
Az Orvosok Bizottsága a Felelős Gyógyászatért(en) az általuk „négy új élelmiszercsoportnak” nevezett ételeket ajánlja. Azt mondják, hogy a vegánok és vegetáriánusok naponta egyenek legalább három adag zöldséget, köztük sötétzöld, leveles zöldségeket, mint a brokkoli, és sötétsárgát és narancsszínűt, mint a sárgarépa; öt adag teljes kiőrlésű gabonát (kenyeret, rizst, tésztát); három adag gyümölcsöt; és két adag hüvelyest (babfélét, borsót, lencsét).

#### Egészségügyi érvek
Winston Craig, az Andrews Egyetem Táplálkozástudományi tanszékének vezetője azt írja, hogy a vegán étrendnek általában magasabb az étrendi rost-, magnézium-, folsav-, C-vitamin-, E-vitamin-, vas- és növényi hatóanyag-tartalma; és alacsonyabb a kalória-, telített zsír-, koleszterin-, hosszú szénláncú omega-3 zsírsav-, D vitamin-, kalcium-, cink- és B12-vitamin-tartalma.
Az USA Mezőgazdasági Minisztériuma és Egészségügyi Minisztériuma által kibocsátott 2010-es Étrendi útmutató az amerikaiaknak azt írja, hogy a vegetáriánus étrenddel együtt jár az elhízás alacsonyabb szintje és a szív- és érrendszeri betegség kisebb kockázata.
Az Amerikai Dietetikai Szövetség (ADA) és a Kanadai Dietetikusok (Dietitians of Canada) 2003-ban kijelentettték, hogy a megfelelően megtervezett vegán étrend táplálkozási szempontból kielégítő az élet minden szakaszában, beleértve a terhességet és szoptatást is, valamint egészségi előnyöket jelent bizonyos betegségek gyógyításában és megelőzésében.
A Svájci Szövetségi Táplálkozási Bizottság és a Német Táplálkozásügyi Társaság nem ajánlja a vegán étrendet.

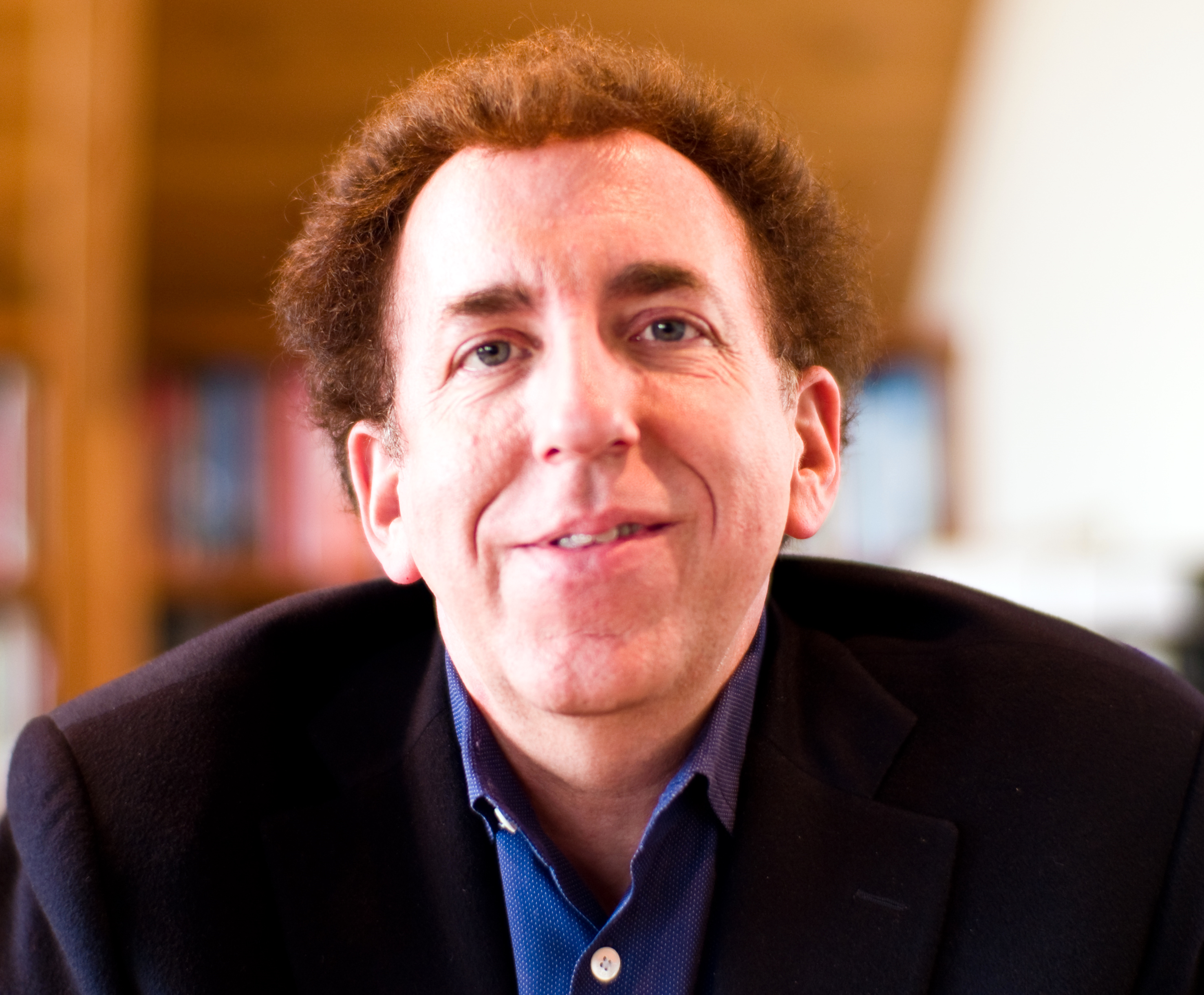
Dean Ornish egyike azoknak az orvosoknak, akik alacsony zsírtartalmú, vegán étrendet javasolnak bizonyos degeneratív betegségek megelőzésére és visszafordítására

John A. McDougall, Caldwell Esselstyn, Neal D. Barnard, Dean Ornish, Michael Greger orvosok, és T. Colin Campbell táplálkozás biokémikus azt mondják, hogy a magas állati zsír és fehérje tartalmú étrendek, mint a standard amerikai étrend, hátrányosak az egészségre, de az alacsony zsírtartalmú, vegán étrend képes megelőzni és visszafordítani is a degeneratív betegségeket, például a szívkoszorúér-betegséget és a cukorbajt.
Barnard egy 2006-os vizsgálata kimutatta, hogy a 2. típusú cukorbajban szenvedőknél az alacsony zsírtartalmú, vegán étrend csökkentette a testsúlyt, teljes koleszterint és LDL koleszterint nagyobb mértékben, mint az Amerikai Diabétesz Társaság által előírt étrend.
Dr. Colin Campbell úgynevezett Kína tanulmánya (The China Study) mely 30 évig tartott, s melynek eredményeit 2005 elején hozták nyilvánosságra bebizonyította, hogy a szív- és érrendszeri zavarok, a rák és a diabétesz annál gyakoribb, minél magasabb az állati fehérje mennyisége a táplálékban: "Arra jöttünk rá, hogy azok az emberek, akik 100%-ban tiszta növényi proteinnel táplálkoznak, maradandó egészségügyi előnyhöz jutnak. Minél magasabb a tejtermékfogyasztás, annál magasabb a csontritkulás (oszteoporózis) rizikója. Ez tényleg így van – és nem fordítva."
A 12 éven át tartó Oxford Vegetáriánus Tanulmány – amelybe 1980 és 1984 között 11 ezer résztvevőt regisztráltak – azt mutatta, hogy a vegánok teljes koleszterin és LDL koleszterin koncentrációi alacsonyabbak, mint a húsevőké. Az elhalálozások aránya alacsonyabb volt a húst nem fogyasztók között, mint a húsevők között; az ischémiás szívbetegség miatti elhalálozás pozitív korrelációt mutatott az állati zsírfogyasztással és az étrendi koleszterin szintjével.
Az Amerikai Dietetikai Szövetség és a Kanadai Dietetikusok szerint a húsmentes étrendekben általában alacsonyabb a telített zsír, koleszterin és állati fehérje szintje; és magasabb a szénhidrátok, rost, magnézium, kálium, folsav, antioxidánsok – pl. C és E vitamin – és növényi hatóanyagok szintje. Arról számoltak be, hogy a hústól tartózkodó embereknek alacsonyabb a testtömegindexe, mint az átlagos kanadai vagy amerikai étrenden élőké. Ebből következik az ischémiás szívbetegség miatti elhalálozás kisebb gyakorisága, alacsonyabb vérkoleszterinszint, alacsonyabb vérnyomás és a magas vérnyomás, 2. típusú cukorbaj, prosztata- és végbélrák kisebb gyakorisága.
Egy 1999-es, öt tanulmányt elemző metatanulmány, amely a nyugati országok halálozási gyakoriságait hasonlította össze, azt találta, hogy az ischémiás szívbetegség miatti elhalálozás 26%-kal volt alacsonyabb a vegánoknál a közönséges húsevőkkel szemben; ugyanez 20%-kal volt alacsonyabb az alkalmanként húsevőknél, 34%-kal volt alacsonyabb a peszketáriánusoknál (akik esznek halat, de más húst nem) és 34%-kal volt alacsonyabb a lakto-ovo vegetáriánusoknál (olyan vegetáriánusok, akik nem esznek húst, tejet és tojást viszont igen). A vegánok esetében a peszketáriánusokkal és lakto-ovo vegetáriánusokkal szemben észlelt kisebb védelmet a homocisztein magasabb szintjének tulajdonítják, amit az elégtelen B12-szint okoz; úgy gondolják, hogy az elegendő B12-höz jutó vegánoknál az ischémiás szívbetegségnek még a lakto-ovo vegetáriánusoknál is kisebb kellene hogy legyen a kockázata. Nem találtak más okokból jelentős különbséget az elhalálozásban.
Egy nagy, 15 éves vizsgálat ami az étrend és az életkortól függő szürkehályog kockázata közti kapcsolatot vizsgálta az Egyesült Királyságban, azt találta, hogy a vegánoknál a szürkehályog kialakulásának kockázata 40%-kal alacsonyabb volt, mint a legnagyobb húsevőknél.
Az Amerikai Dietetikai Szövetség 2003-ban arról számolt be, hogy a vegetáriánus étrendek gyakoribbak lehetnek a táplálkozási rendellenességektől szenvedő tizenévesek között, de a bizonyíték azt sugallja, hogy a vegetáriánus étrend elfogadása nem vezet táplálkozási rendellenességekhez, hanem inkább „a vegetáriánus étrendet választhatják, hogy álcázzanak egy meglévő táplálkozási rendellenességet."
A dietetikusok és tanácsadók más vizsgálatai és kijelentései alátámasztják ezt a konklúziót.

#### B12-vitamin, jód
A Vegán Társaság és a Vegan Outreach azt ajánlja, hogy a vegánok egyenek B12-vel dúsított élelmiszert – például dúsított rizsitalt vagy gabonapelyhet –, vagy szedjenek táplálékkiegészítőt. A B12-t baktériumok termelik, növényi élelmiszerekben nem lehet megbízható formában megtalálni és szükség van rá a vörösvértestek kialakulásához és éréséhez, a DNS szintéziséhez és a normális idegfunkcióhoz; hiánya számos egészségi problémához vezethet, köztük makrociter anémiához.
A vegánoknak jódkiegészítésre lehet szüksége olyan országokban ahol a konyhasót nem jódozzák, alacsony szinten jódozzák, vagy a tejtermékekre támaszkodnak a jód bevitelnél a talajban lévő alacsony koncentrációk miatt, mint Angliában és Írországban.
Jódhoz lehet jutni a legtöbb vegán multivitaminból vagy a tengeri alga – például a tengeri hínár (kelp) – rendszeres fogyasztásából.

#### Kalcium, D-vitamin

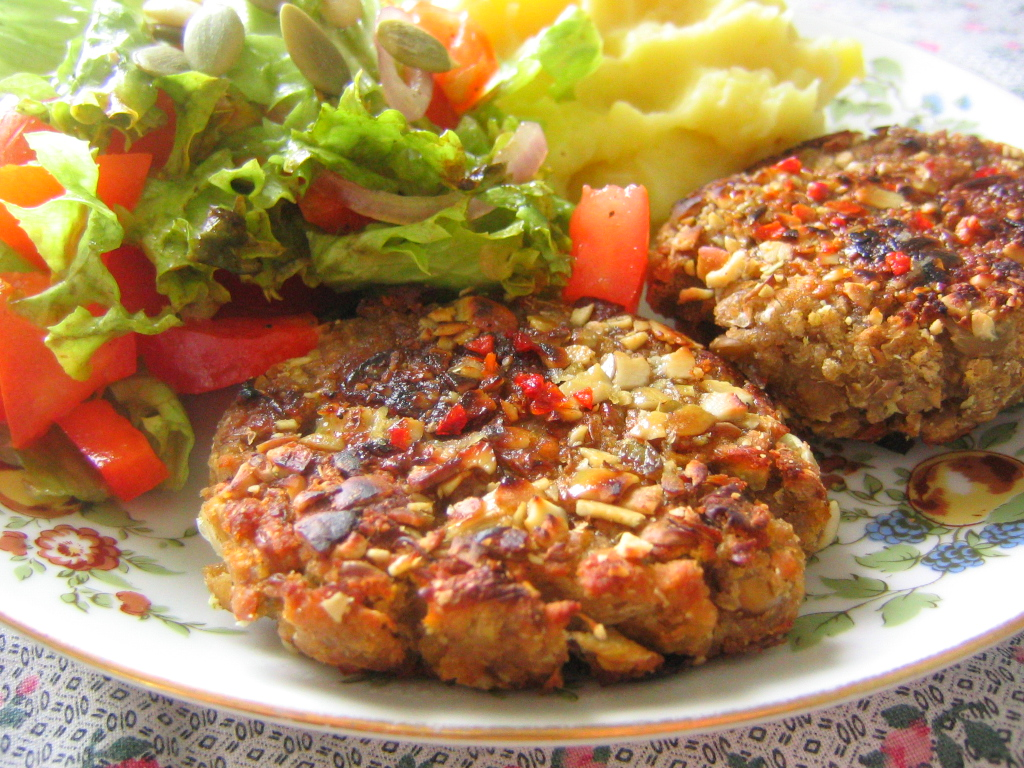
Tökmaggal megszórt lencsefasírtok sült fokhagymás burgonyapürével és salátával

A vegánoknak ajánlott naponta három adag magas kalciumtartalmú ételt fogyasztani, például dúsított szójaitalt, mandulát, mogyorót, valamint szükség szerint kalciumkiegészítőt szedni.
Az EPIC-Oxford vizsgálat szerint a vegánoknál nagyobb a csonttörés kockázata, mint a húsevőknél és vegetáriánusoknál, valószínűleg az étrenddel bevitt kevesebb kalcium miatt, de azoknál a vegánoknál, akik naponta 525 mg-nál többet fogyasztanak, a törés kockázata hasonló, mint más csoportoknál.
Egy 2009-es csontsűrűségi vizsgálat azt találta, hogy a vegánok csontsűrűsége a mindenevők 94%-a, a különbséget viszont klinikailag elhanyagolhatónak tartották.
Ugyanazok a kutatók egy másik 2009-es vizsgálatban több mint 100 klimaxon túli vegán nőt megvizsgálva azt találták, hogy étrendjüknek nincs hátrányos hatása a csontsűrűségükre (BMD) és nincs változás a testtartásukban.
T. Colin Campbell biokémikus megemlíti a Kína tanulmányban (2005), hogy a csontritkulás az állati fehérje fogyasztásához kötődik, mert a növényi fehérjével ellentétben az állati fehérje fokozza a vér és a szövetek savasságát, amit azután a csontokból kivont kalcium semlegesít.
Campbell azt írja, hogy az általa vezetett Kína-Cornell-Oxford tanulmány a táplálkozásról az 1980-as években azt találta, hogy Kína vidéki területein, „ahol az állati [fehérje] aránya a növényi fehérjéhez képest 10% körül volt, a csonttörés gyakorisága az USA-ban észleltnek csak egyötöde.”
A D-vitamint illetően a Vegan Outreach azt írja, hogy a világos bőrű emberek megfelelő mennyiséghez juthatnak, ha naponta 10-15 percet a napon töltenek; sötét bőrűek 20 percet; az idősek pedig 30 percet.
Különben ajánlott a 400 és 1000 IU közötti táplálékkiegészítés, mert a legtöbb vegán étrend kevés vagy semennyi D-vitamint nem tartalmaz kiegészítők vagy dúsított ételek nélkül.
Ma már tudományos tény, hogy azokban az országokban a legnagyobb a csontritkulásos betegek, csonttörések száma, ahol a legtöbb állati tejet fogyasztják.
A Medical Online egy érdekes kutatásra hívja fel a figyelmet: Karl Michaëlsson és munkatársai, a svédországi Uppsala University kutatói szerint a nagy mennyiségű tej fogyasztása nem erősíti, hanem egyenesen gyengíti a csontokat, sőt idő előtti elhalálozáshoz is vezethet. A kutatók több mint 61 ezer nőt és 45 ezer férfit követtek 11 éven keresztül, és azt figyelték meg, hogy minél több tehéntejfogyasztásról számolt be valaki, annál nagyobb valószínűséggel tört el a csontja a vizsgálat időtartama alatt.
A Pécsi Tudományegyetem 2016-ban az Orvosi Hetilapban jelentetett meg egy tanulmányt a növényi étrend előnyeiről, amiben ez az életmódot bizonyos tipikus mai népbetegségek, többek között a csontritkulás (emellett az elhízás, szív- és érrendszeri, illetve tumoros megbetegedések, magas vérnyomás, cukorbetegség) kezeléséhez és megelőzéséhez is megfelelő módnak tartották.

#### Vas, omega-3 zsírsavak
A húsevők és vegánok állapota vas tekintetében hasonlónak tűnik; és idővel a test felszívódási folyamatai a felszívódási hatékonyság fokozásával alkalmazkodhatnak az alacsonyabb bevitelhez.
A melasz magas vastartalmú élelmiszer, sok vegán fogyasztja kanalanként, mint vaskiegészítést.
Az Egyesült Királyság Élelmiszer Szabványügyi Hivatala (FSA) a 2003-as Országos Élelmiszer- és Táplálkozási Felmérésen vizsgálta a vasforrásokat, és megállapította, hogy az összes (hem és nem-hem) vas 17%-a húsból származott, 3% a halból, és 1%-a tejtermékekből. A táplálékban a vas túlnyomó többsége (több mint 75%) növényi alapú élelmiszerekből származik."
A Vegan Outreach azt javasolja, hogy a megfelelő mennyiségű omega-3 zsírsavak bevitele érdekében a vegánok fogyasszanak naponta 0,5 g alfa-linolénsavat, például ¼ teáskanálnyi lenmagolaj formájában, valamint kis mennyiségű omega-6 zsírsavat tartalmazó olajokat használjanak, mint amilyen az olíva-, repce-, avokádó- vagy földimogyoró-olaj.

#### Terhesség, kisbabák és gyerekek

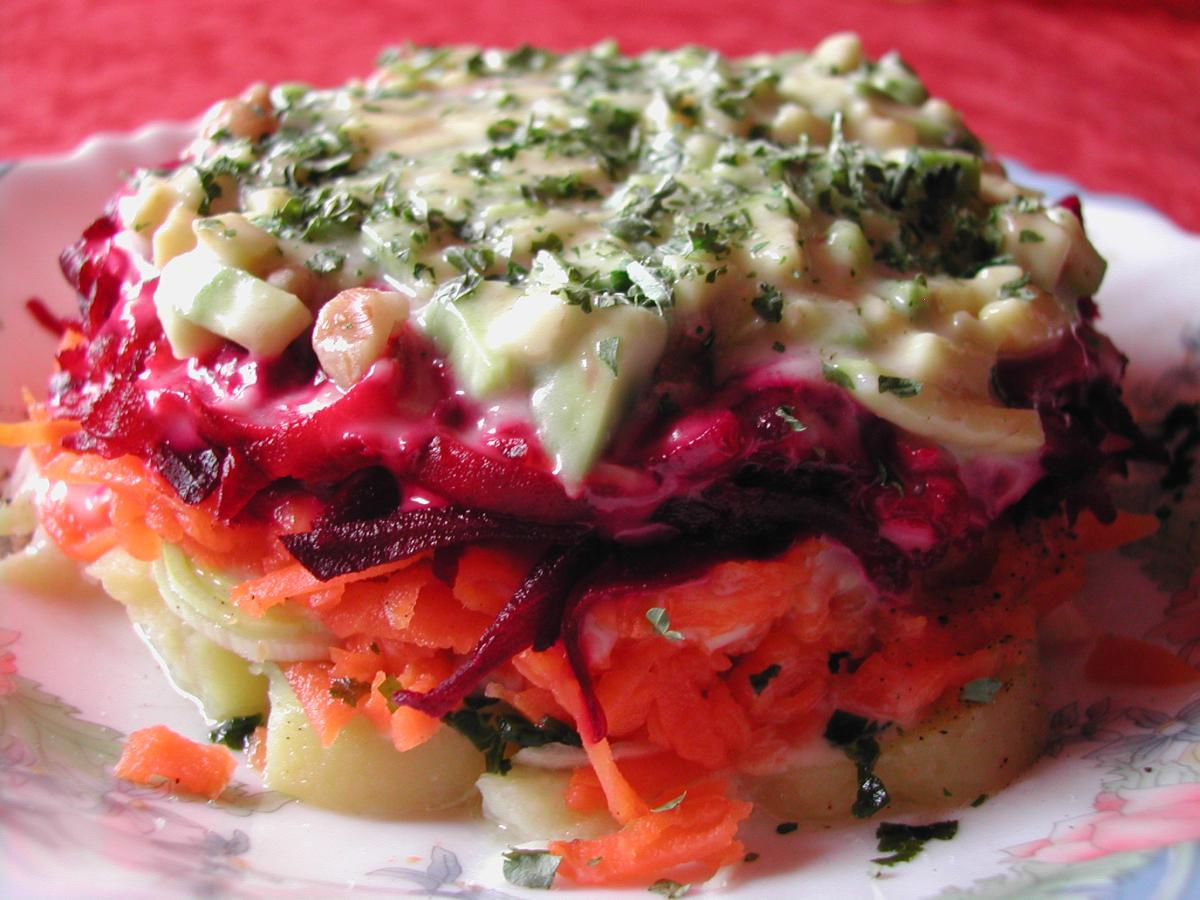
Egy Oroszországban népszerű saláta vegán verziója, wakaméval, gyökérzöldségekkel, avokádóval és vegán majonézzel

Az Ausztrál Dietetikusok Szövetsége Archiválva 2019. május 19-i dátummal a Wayback Machine-ben, Kanadai Dietetikusok Szövetsége, a Physicians Comittee for Responsible Medicine, a British Dietetics Association, és az Academy of Nutrition and Dietetics is azon az állásponton van, hogy a megfelelően összeállított növényi étrend minden életkorban (beleértve a gyerekkort és az idősebb kort is), és állapotban (beleértve a szoptatás és terhesség időszakát is) teljes körű és kielégítő az ember számára.
Az Amerikai Dietetikai Szövetség a jól megtervezett vegán étrendet „az életcikuls bármely szakaszára, köztük a terhességre és szoptatásra is megfelelőnek tartja”, de azt ajánlja, hogy a vegán anyák szedjenek vas, D és B12 vitamin kiegészítőt, de ezek közül többet (B12 és vas) a teljes lakosság körében érdemes lenne folyamatosan pótolni, nem csak a növényi étrenden élők számára.
A Vegán Társaság azt ajánlja, hogy a vegán anyák szoptassanak, hogy erősítsék a gyermek immunrendszerét és csökkentsék az allergiák kockázatát.
Összefüggést találtak szoptató vegetáriánus anyák B12 hiánya és gyermekeik hiánytünetei és neurológiai rendellenességei között.
Egyes kutatók azt javasolják, hogy terhes és szoptató anyáknak az esszenciális omega-3 zsírsav alpha-linolénsavat és származékaikat is pótolni kellene, mivel ezek szintje a legtöbb vegán étrendben nagyon alacsony, és a metabolikusan kapcsolódó docosahexánsav (DHA) fontos a fejlődő látó és központi idegrendszerhez.
A Svájci Szövetségi Táplálkozási Bizottság és a Német Táplálkozásügyi Társaság gyerekek, terhesek és idősek esetében a megnyugtató nemzetközi eredmények ellenére is ellenzi a vegán étrendet.
Az anya vegán étrendjét kapcsolatba hozták alacsony születési testsúllyal
és az ikrek előfordulásának ötször kisebb gyakoriságával, bár az idézett cikk arra következtet, hogy a nem-vegánok által fogyasztott tejtermékek azok, amik fokozzák az ikrek gyakoriságát, különösen olyan vidékeken, ahol növekedési hormont etetnek a tejtermelő tehenekkel.
Néhány esetben beszámoltak (gerinc torzulást és töréseket eredményező) súlyos csecsemő és gyermek alultápláltságról és néhány csecsemő haláláról olyan családokban, ahol a szülők rossz, hiányos étrenddel táplálták gyermeküket és önmagukat, de ezek az esetek nem a növényi étrend hiányosságainak számlájára írható, hanem a szülők felelőtlenségéből erednek.
Dr. Amy Lanou, az Orvosok Bizottsága a Felelős Gyógyászatért táplálkozási igazgatója és az egyik ügynél a vád szakértő tanúja azt írta, hogy „a vegán étrendek nemcsak biztonságosak a kisbabáknak; hanem egészségesebbek, mint az állati termékeken alapulók.”
Mint írja, „az igazi probléma az volt, hogy [a gyereknek] nem adtak semmiféle, elegendő mennyiségű élelmiszert”.
Brita C. Moilanen, a Children's National Medical Center (USA, Washington DC) kutatója szerint „számtalan szakértő egymástól függetlenül arra a következtetésre jutott, hogy a vegán táplálkozás biztonságos, amely sem a megfelelő tápanyagellátásnak, sem (pl. gyermekkorban) a megfelelő növekedésnek nem árt, ráadásul még figyelemreméltó egészségügyi előnyökkel is jár”.

## Étrendi, etikai és környezeti megfontolások

### A növényi alapú étrend egészségre gyakorolt pozitív hatásai

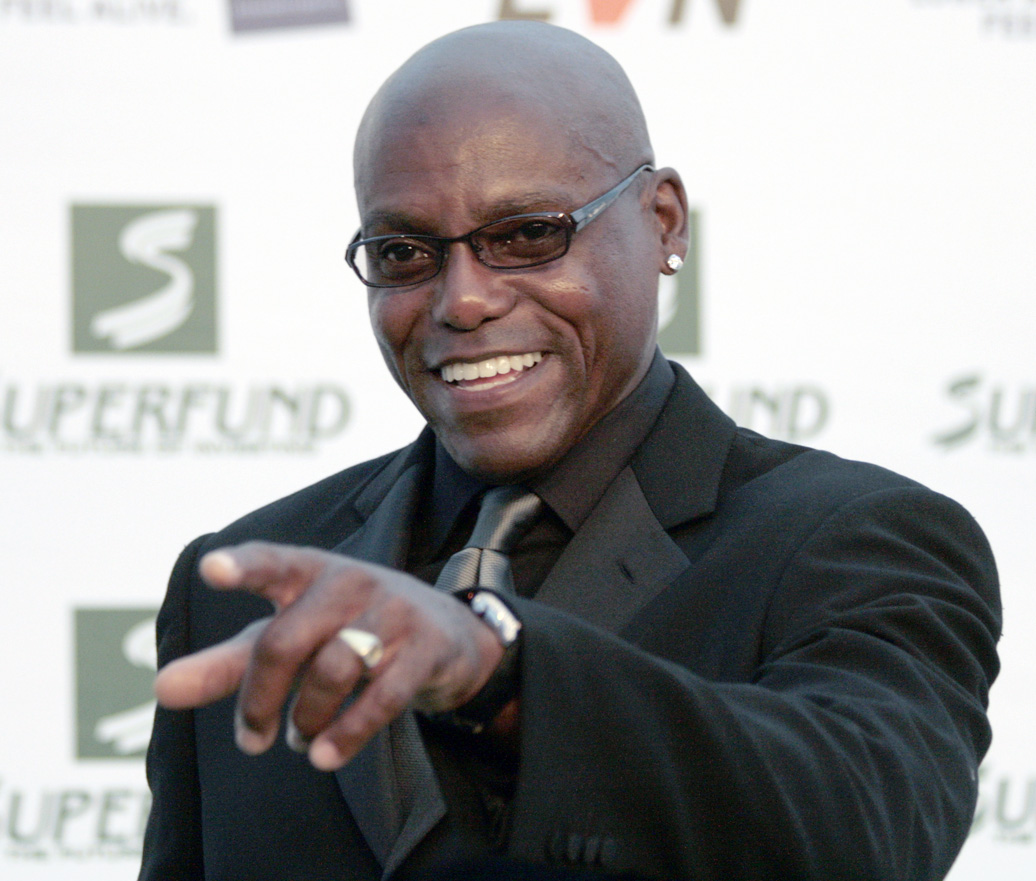
Carl Lewis atléta 1990-ben tért át a vegán étrendre

A köznyelvben tévesen étrendi vegánoknak nevezik a növényi étrenden élő embereket. Joanne Stepaniak, a Being Vegan (2000) című könyv szerzője szerint a vegán szó elé téve az "étrendi" minőségjelzőt, felhígítjuk annak jelentését – mintha a „világi katolikus” kifejezést használnánk olyan emberekre, akik a katolicizmusnak csak bizonyos aspektusait akarják gyakorolni.
Azt írja, az embereknek nem kellene vegánnak hívniuk önmagukat pusztán azért, mert elfogadták a növényi étrendet: „A vegán étrend követésétől nem lesz valaki jobban vegán, mint ahogy a kóser étel fogyasztásától sem lesz zsidó.”
2011 januárjában az Associated Press arról számolt be, hogy a vegán étrend az USA-ban jelentéktelen irányzatból kezd fő irányzattá válni, bestsellerré válnak az olyan vegán könyvek, mint a Skinny Bitch (2005), és több híresség próbálkozik a vegán étrenddel. Az AP szerint az Országos Éttermi Szövetség által megkérdezett 1500 séfnek több mint fele felvett az étlapra vegán főételeket, az étteremláncok pedig a menüiken kezdik megjelölni a vegán ételeket.
Lewis Hamilton Formula–1 versenyző 2017-ben váltott vegán étrendre  a What The Health dokumentumfilm hatására. Elsődleges célja az volt, hogy egészségesebb legyen, ugyanakkor néhány évvel később már főleg etikai megfontolásból él vegánként. Ez azt jelenti, hogy az étrendváltás mellett a teljes életmódjából száműzte az állathasználatot, illetve gyakran fel is szólal az állatkínzás ellen a közösségi médiában. 2019-ben megnyitotta első vegán burgerezőjét, Neat Burger néven.
Oprah Winfrey 2008-ban 21 napra vegán étrendre váltott, és 2011-ben egy hétre ugyanezt kérte a 378 tagú produkciós stábjától.
2010-ben, szívműtétje után, vegán étrendre váltott Bill Clinton korábbi amerikai elnök; lánya, Chelsea, már korábban is vegán volt.
Étrendjében követte Dean Ornish, Caldwell Esselstyn, és T. Colin Campbell tanácsát: főleg babfélék, hüvelyesek, zöldségek, gyümölcsök és naponta egy mandulatejből, gyümölcsből és fehérjeporból álló ital.
2010 novemberében a Bloomberg Businessweek arról számolt be, hogy az amerikai cégvezetők egyre nagyobb számban válnak vegánná, köztük Steve Wynn, Mortimer Zuckerman és Russell Simmons.

### Etikai veganizmus
Az etikai vegánok a veganizmust filozófiának, életmódnak, elvek összességének tartják; nem egyszerűen egy étrendnek.
Bob Torres, a Vegan Freak (2005) írója szerint az etikai veganizmus abból áll, hogy „a fajizmus tudatos ellenzőjeként éled az életed”.

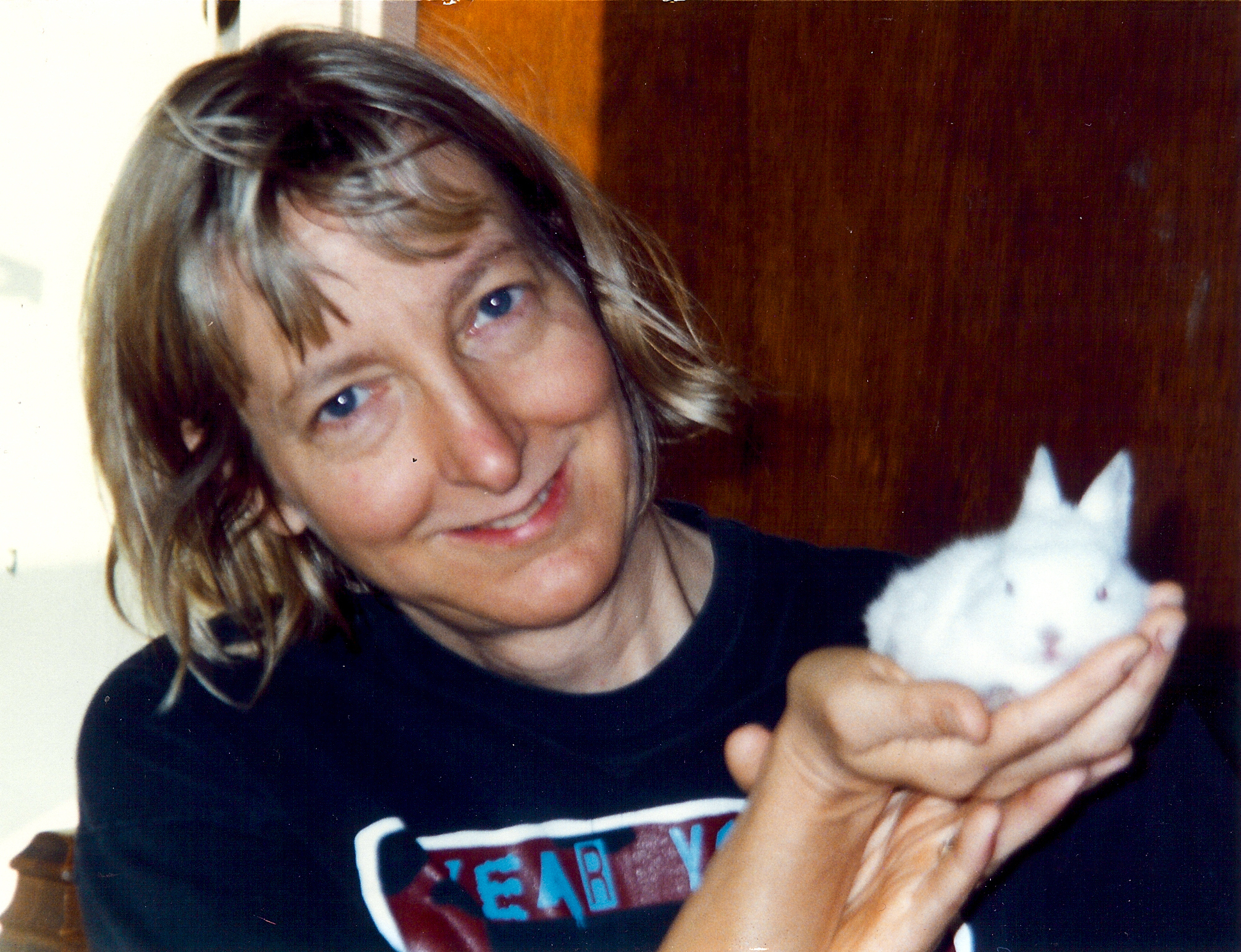
Carol J. Adams feminista írónő az állatokat a „hiányzó alanynak” nevezi

Carol J. Adams, vegán feminista írónő a „hiányzó alany” koncepciót használta annak leírására, amit ő pszicho-szociális szétkapcsolásnak nevez a fogyasztó és az elfogyasztott között.
A The Sexual Politics of Meat (1990) című könyvében, amit a The New York Times a vegán közösség bibliájaként jellemez, ezt írta: „Minden húsos étkezés mögött ott van egy hiány: az állat halála, akinek helyét a hús elfoglalja.
A „hiányzó alany” az, ami elválasztja a húsevőt az állattól, és az állatot a végterméktől.
A „hiányzó alany” funkciója az, hogy elválassza a „húsunkat” bármiféle olyan gondolattól, hogy az valamikor egy állat volt, távol tartsa a „mú”, „kot-kot”, és „bee” hangokat a hústól, távol tartson attól, hogy valamit valakinek lássunk.”

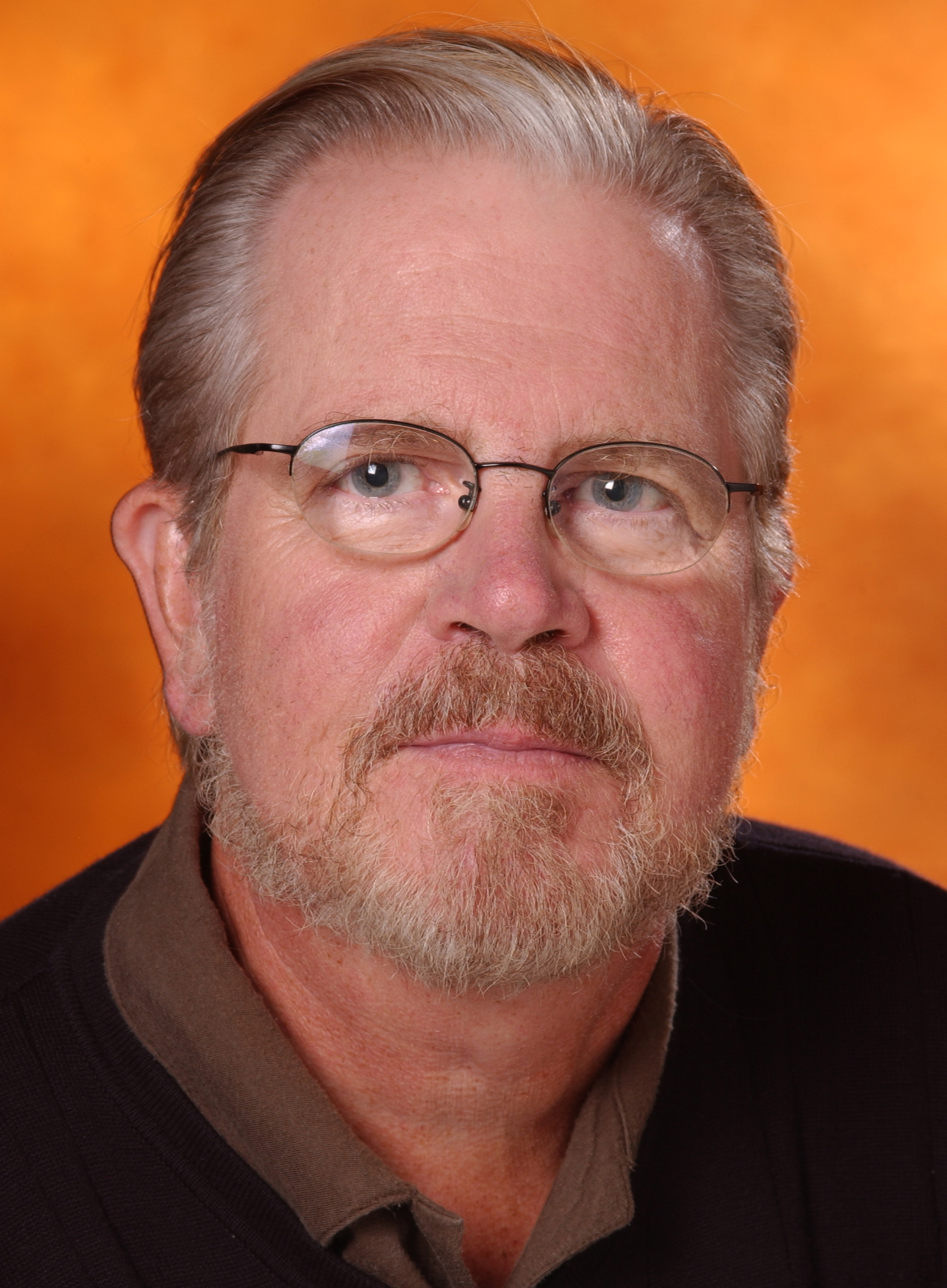
Tom Regan filozófus azt mondja, hogy "az állatok rendelkeznek az „élet átélésének” képességével"

A veganizmus etikai alapjáról zajló filozófiai vita abból származik, hogy az állatjogi teóriának két különböző megközelítése is létezik: az egyik a jogokon alapuló vagy deontológiai megközelítés, a másik pedig a haszonelvű (utilitarista) vagy következményetikai (konzekvencialista) megközelítés.
Tom Regan, az Észak-Karolinai Állami Egyetem nyugalmazott filozófiaprofesszora a jogokon alapuló megközelítés elméleti szakembere úgy érvel, hogy az állatok „az élet átélésének” képessége miatt önálló értékkel bírnak – hiszen rendelkeznek meggyőződésekkel, vágyakkal, érzelmi élettel, memóriával és a céltudatos cselekvés képességével –, ebből következően pedig úgy kell tekinteni rájuk, mint akik önmagukban is célok, nem pedig egy cél eszközei.
Azt mondja, hogy az ilyen képességű élőlények azon jogát, hogy ne essenek ártalomnak áldozatául, csak akkor lehet felülbírálni, ha azt felülmúlják más, hiteles etikai elvek. De az állati termékek fogyasztása mellett felsorolt okok – élvezet, kényelem, és a gazdák gazdasági érdekei – nem elegendő súlyúak ahhoz, hogy felülbírálják az állatok etikai jogait.

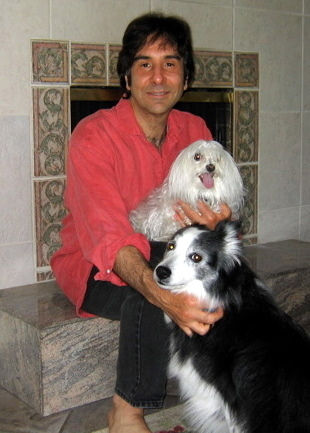
Gary Francione jogászprofesszor ellenzi Singer rugalmas megközelítését

Gary L. Francione, a newarki Rutgers Jogi Egyetem jogászprofesszora szintén a jogokon alapuló megközelítés szakértője.
Amellett érvel, hogy „minden érző lénynek meg kellene, hogy legyen legalább egy joga – a jog, hogy ne tulajdonként bánjanak vele”, és a vegánná válásnak vitathatatlan minimumnak kell lennie bárki számára, aki a más fajhoz tartozó állatokra úgy tekint, mint akiknek önálló erkölcsi értékük van; ennek elmulasztása olyan, mint az emberi jogok mellett érvelni, miközben valaki továbbra is rabszolgákat tart.
Azt írja, hogy nincs logikus különbség a húsevés, valamint a tejtermék- és tojásfogyasztás között; a tehenészetekben és tojásfarmokon használt állatok tovább élnek, rosszabbul bánnak velük, és ugyanazokon a vágóhidakon kötnek ki.
Francione kritizálja a konzekvencialista nézeteket, amelyek megengedik az esetenkénti kivételeket a vegán elvek alól.
Peter Singer, a Princeton Egyetem bioetika professzora a kérdést az utilitarista filozófia nézőpontjából közelíti meg.
Úgy érvel, hogy nem létezik erkölcsi vagy logikai mentségünk arra, hogy figyelmen kívül hagyjuk az állatoknak okozott szenvedést az etikai döntéseink során – és hogy „az érző lét az egyetlen olyan jellegzetesség, amely észszerű módon meghatározhatja, hogy egy lény érdekeit figyelembe kell-e vennünk”.
Pusztán az állatok megölését nem helyteleníti, de úgy véli, hogy konzekvencialista nézőpontból kerülendő így tenni, hacsak nem szükséges a túléléshez.
Singer célja az állatok szenvedésének csökkentése; e cél eszközeként mind a veganizmust, mind pedig a haszonállatok tartási körülményeinek javítását támogatja.

#### Vita a „párizsi kivételről”

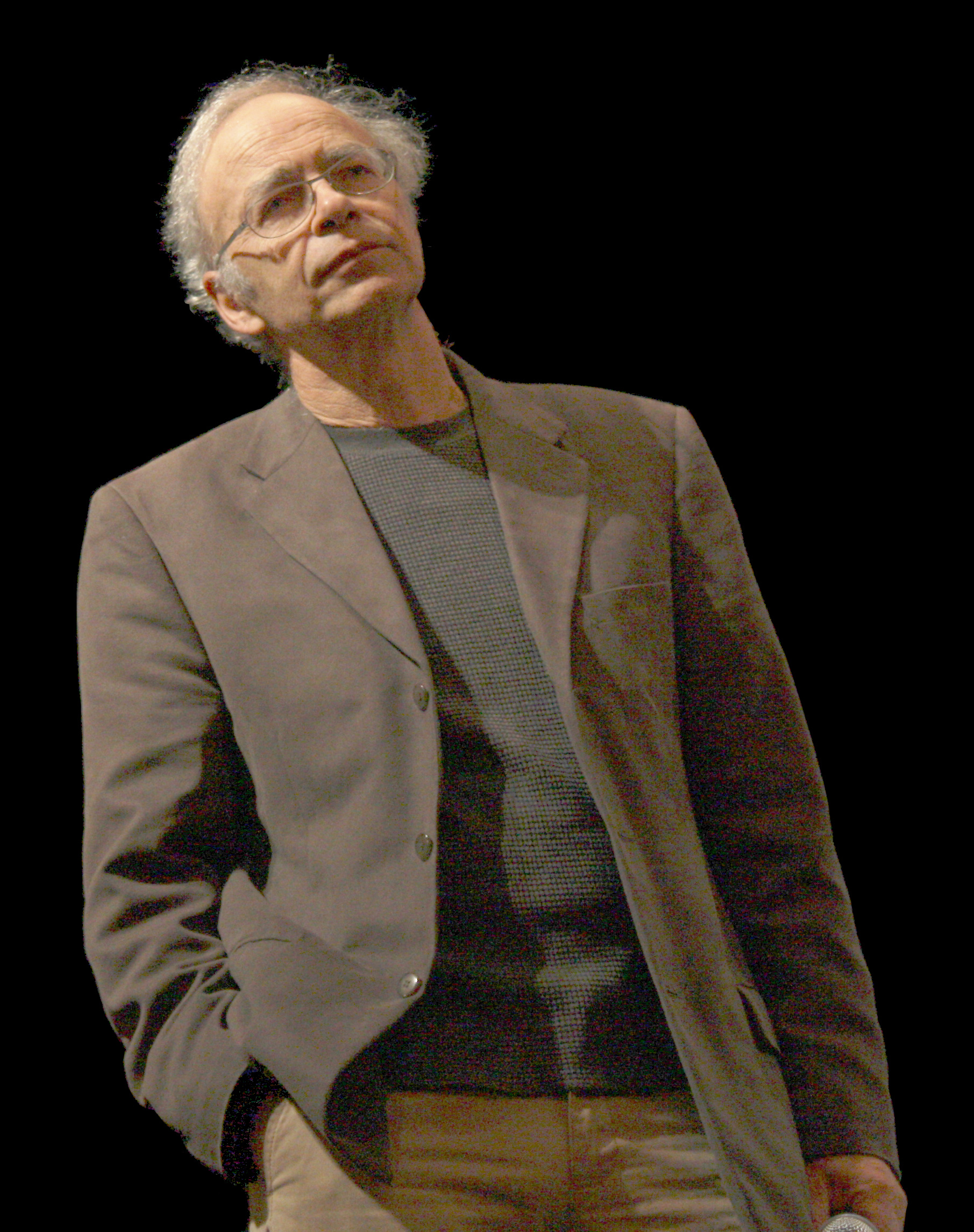
Peter Singer filozófus szerint nem a személyes tisztaságról van szó

Francionéval ellentétben Singert nem aggasztja az, amit a vegán alapelvek triviális megszegéseinek nevez, kijelentve, hogy nem a személyes tisztaságról van szó.
Támogatja az úgynevezett „párizsi kivételt”: ha egy jó étteremben találod magad, engedd meg magadnak, hogy azt eszel, amit akarsz; és ha idegen helyen vagy, ahol nem jutsz hozzá vegán ételhez, elfogadható, ha ehelyett vegetáriánus vagy.
A „párizsi kivétel” Singer általi támogatása része az állatjogi mozgalmon belüli vitának, amely arról szól, hogy milyen mértékig kellene hirdetni a kivételek nélküli szigorú veganizmust. A nézeteket jól tükrözi az eltérés a Singer és a PETA által képviselt konzekvencialista, állatvédő oldal és a Francione által képviselt, jogokat hangsúlyozó abolicionista megközelítés között. Előbbi úgy érvel, hogy a fokozatos változás eljuthat valódi reformhoz, míg utóbbi szerint a látszólagos jóléti reform csak a közvélemény meggyőzését szolgálja arról, hogy az állatok használata erkölcsileg nem problematikus.
Singer 2006-ban kijelentette, hogy a mozgalomnak toleránsabbnak kellene lennie azok iránt, akik az állati termékek használata mellett döntenek, ha ők ügyelnek arra, hogy az állatoknak elfogadható életük legyen.
A PETA részéről Bruce Friedrich ugyanabban az évben kijelentette, hogy a szigorú ragaszkodás a veganizmushoz megszállottsággá válhat. Mint írja, a veganizmusnak nem kellene dogmának lenni:
Mind ismerünk embereket, akik azért nem válnak vegánná, mert „nem tudnak” lemondani a sajtról vagy a jégkrémről...
Ahelyett, hogy arra bátorítanánk őket, hogy a sajton vagy jégkrémen kívül hagyják abba minden egyéb állati termék fogyasztását, a tejtermelő tehenek elnyomásáról papolunk nekik.
Majd azzal folytatjuk, hogy mi nem eszünk cukrot vagy vega burgert a zsemle miatt, bár a zsemlében a kevéske vaj íz lényegesen kevesebb szenvedést jelent, mint bármilyen nem bio gyümölcs vagy zöldség, vagy egy műanyag palack, vagy 100 egyéb dolog, amit legtöbben használunk.
Fanatikus megszállottságunk az alapanyagokkal nemcsak az állatok szenvedését borítja homályba – ami szinte nem létezik az alapanyag ama apró adagja miatt – hanem alighanem azt is garantálja, hogy a körülöttünk lévők semmit nem fognak változtatni.
Tehát megőriztük a személyes tisztaságunkat, de ártottunk az állatoknak – és ez anti-vegán. 
Francione azt írja, hogy ez a nézet ahhoz hasonlít, mintha azt mondanánk, hogy mivel az emberi jogokkal való visszaélést soha nem lehet teljesen felszámolni, ezért nem kellene óvnunk az emberi jogokat a felügyeletünk alatt álló helyzetekben sem.
Mint írja, azzal, hogy elmulasztjuk megkérdezni a felszolgálótól, hogy valamiben van-e állati termék, azért, hogy ne csapjunk hűhót, megerősítjük azt az elképzelést, hogy az állatok erkölcsi jogai egy kényelmi kérdés.
Ebből arra következtet, hogy a PETA/Singer nézet még saját konzekvencialista terepén is kudarcot vall.

#### Karnizmus

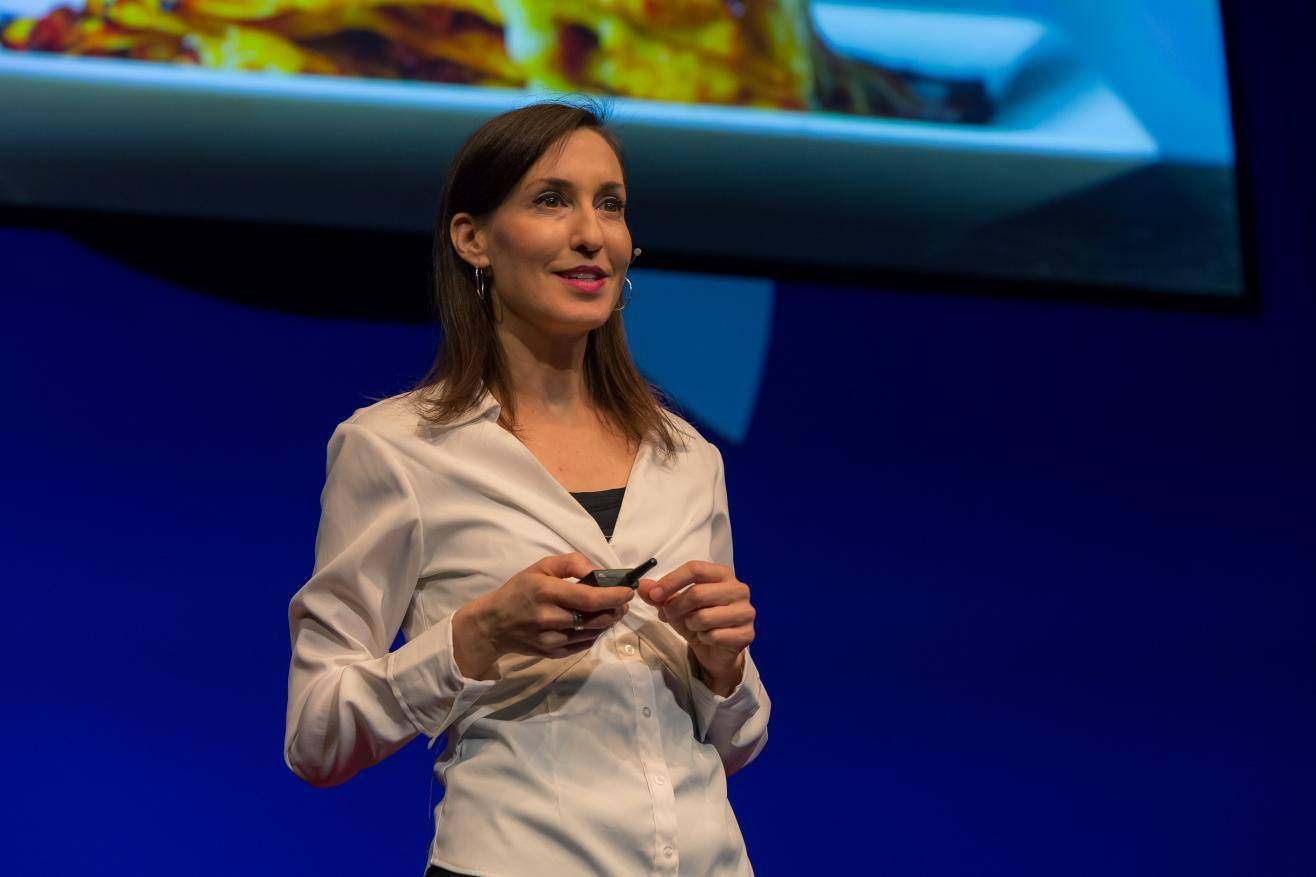
Melanie Joy TEDx előadása a karnizmusról

A karnizmus fogalmát Melanie Joy alkotta meg 2001-ben, majd népszerűsítette Miért szeretjük a kutyákat, esszük meg a disznókat és viseljük a teheneket? című könyvében felhívva a figyelmet arra, hogy az emberek az állatok ételként besorolt fajaival szemben olyan különös kegyetlenséggel járnak el, amit más állatfajokkal (hobbiállat, vadállat stb.) szemben elfogadhatatlannak – állatkínzásnak – tartanak és elutasítanak. Ez a diszkrimináció viszonylagos és kultúránként változik. Joy kifejti, hogy a húsevők nagy része tulajdonképpen nem akar belegondolni, nem tudatosítja, hogy a tárgyként kezelt húsétel egy érző, intelligens állat (sokszor brutális) megölése és feldolgozása után válik élelemmé.

### Környezetvédelmi veganizmus

#### Erőforrások és a környezet

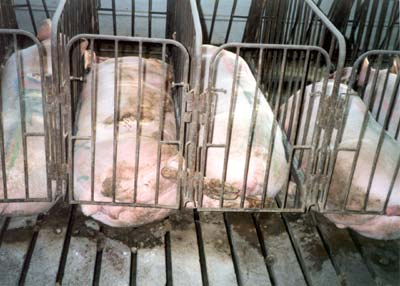
Sertéskocák vemhesketrecekben. A vegánok az állattartást – különösen a nagyüzemi állattenyésztést – az állatok jogainak megsértéseként, a környezetre nézve pedig fenyegetésként látják

A környezeti okokból vegánná válók gyakran azért tesznek így, mert az kevesebb erőforrást fogyaszt és kisebb környezeti kárt okoz.
A PETA és hasonló szervezetek rámutatnak, hogy az állattartásnak köze van a klímaváltozáshoz, vízszennyezéshez, talajleromláshoz, a biodiverzitás csökkenéséhez, és a kereskedelem révén elérhető állati alapú étrend több földet, vizet és energiát használ, mint a szigorúan vegetáriánus.
A modern tehenek "teljesítménye" jelentősen fokozódott az elmúlt években. Az 1981-es 4180 kilogrammról 1998-ban 5350 kilogrammra - és ez a folyamat tovább folytatódik. Emiatt fokozottabban betegszenek meg a tehenek, nehéz elléseken kell túlesniük, és például gyakori, többnyire antibiotikumokkal kezelt tőgyulladások miatt egyre több gyógyszerrel tömik tele őket, amelynek bomlástermékei természetesen a tejbe kerülnek. Az ilyen, "csúcsteljesítményű tejgépekké" torzított teremtmények tejtermelése néhány év alatt kimerül, ilyenkor "kénytelen-kelletlen" le kell vágni és fel kell dolgozni őket. forrás: Ruediger Dahlke: Peace Food - Békés táplálkozás
 A tejtermelésről német nyelven ezen a svájci honlapon található információ.
Az ENSZ Élelmezésügyi és Mezőgazdasági Szervezete (FAO) 2006 novemberében jelentést tett közzé, összekötve az állattartást a környezet károsodásával. A jelentés, Az állattartás hosszú árnyéka, úgy összegez, hogy az állattartó ágazat (elsősorban a tehenek, csirkék és sertések) egyike annak a két vagy három ágazatnak, amelyek a bolygó legsúlyosabb környezeti problémáihoz a legkomolyabban hozzájárulnak minden szinten, a helyitől a globálisig. A jelentés szerint CO2-egyenértékben mérve az állattartás felelős a világ üvegházhatású gáz kibocsátásainak legalább 18 százalékáért. Az állattartás (köztük a kérődzők emésztése és a trágya) felelős az USA emberi eredetű, szén-dioxid egyenértékben kifejezett üvegházhatású gáz kibocsátásának 3,1%-áért.
Ez az EPA becslés a UNFCCC Részes Felek Konferenciája (COP) által elfogadott metodikán alapul, és az IPCC Második Értékelő Jelentéséből származó 100 éves globális melegítő kapacitásokat használták az üvegházhatású gáz-kibocsátások szén-dioxid egyenértékként való becslésekor.
2010 júniusában egy ENSZ Környezetvédelmi Program (UNEP) jelentés kijelentette, hogy globális váltásra van szükség a vegán étrend felé, hogy megmentsük a világot az éhínségtől, üzemanyaghiánytól és klímaváltozástól.
Az üvegházhatású gáz kibocsátások nem korlátozódnak az állattartásra. Hasonló problémákat okoznak növényi források, mint a rizstermesztés.
Egy 2007-es vizsgálat, amely New York állam földrajzi viszonyai között szimulálta a különböző étrendek földhasználatát, arra következtetett, hogy bár a vegetáriánus étrendek használták fejenként a legkisebb földterületet, egy alacsony zsírtartalmú étrend, amely tartalmaz némi húst és tejterméket – naponta kevesebb mint 57 grammot, azaz lényegesen kevesebbet, mint amennyit az átlag amerikai elfogyaszt – ugyanazon a földterületen kicsivel több embert tudna ellátni, mint egyes magas zsírtartalmú, vegetáriánus étrendek, mert az állati takarmányokat rosszabb minőségű földön termesztik, mint az emberi fogyasztásra szánt terményeket.

#### Vita a termény betakarításkor megölt állatok felett

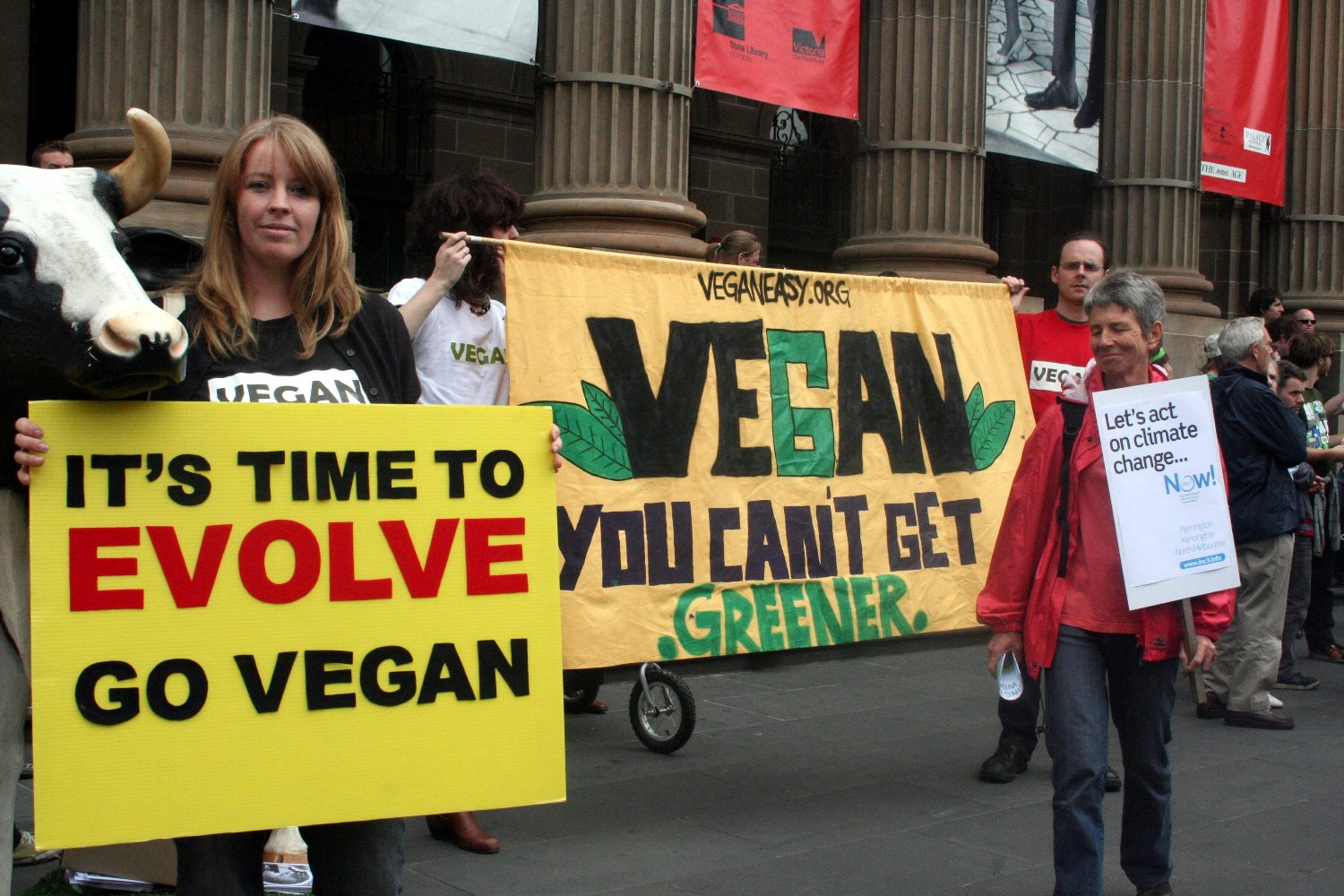
Vegánok Melbourne-ben a „Melegedés elleni felvonuláson”, 2009. december 12-én, a koppenhágai klímaváltozási csúcskonferencia idején

Steven Davis, aki az állattudományok professzora az Oregon Állami Egyetemen, 2001-ben azt írta, hogy a legkisebb ártalom elve nem kívánja meg a lemondást az összes húsról, mert egy növényi alapú étrend nem öl meg kevesebb állatot, mint az, amelyik szénán tartott kérődzőkből származó marhahúst tartalmaz.
Davis szerint a növénytermesztés is öl állatokat, mert amikor egy traktor végigmegy egy földön, állatok véletlenszerűen elpusztulnak.
Egy vizsgálat adataira alapozva, amely szerint a betakarítást követően az erdei egér populáció hektáronként 25-ről 5-re esett (amit az elvándorlásnak és elhalálozásnak tulajdonítottak), Davis úgy becsülte, hogy évente hektáronként 10 állat elpusztul a növénytermesztés miatt.
Ha az USA összefüggő 48 államának teljes 490 000  km²-nyi termőföldjét vegán étrendre használnák, akkor megközelítőleg 500 millió állat halna meg évente.
De ha a termőföld felét átalakítanák kérődzők legelőjévé, akkor becslése szerint csak 900 ezer – feltéve, hogy az emberek átváltanak az évente megölt 8 milliárd baromfiról marhahúsra, birkára és tejtermékekre.
Davis elemzését kritizálta Gaverick Matheny és Andy Lamey 2003-ban a Journal of Agricultural and Environmental Ethics hasábjain.
Matheny szerint Davis tévesen számolta ki az elpusztult állatok számát, területi alapon, ahelyett, hogy fogyasztói alapon fejenként számolt volna, és helytelenül tett egyenlőségjelet „az állatoknak okozott kár ... és az elpusztult állatok száma közé.”
Matheny szerint fejenként, fogyasztói alapon a vegán étrend kevesebb vadon élő állatot pusztítana el, mint a Davis modellje szerinti étrend, és a vegetáriánusság „valószínű több élhető életű állat létezését teszi lehetővé.”
Lamey szerint Davis számítása a betakarítással összefüggő halálesetek számáról hibás, mert két tanulmányon alapul; az egyik beleszámította a ragadozók általi haláleseteket, ami Regan szerint „erkölcsileg nem ellenezhető”, a másik pedig egy nem standard termény előállítását vizsgálta, ami Lamey szerint kevéssé alkalmazható a tipikus növénytermesztés során előforduló halálesetekre.
Mathenyhez hasonlóan Lamey is megjegyezte, hogy a véletlenszerű halál erkölcsileg különböző a szándékostól, és ha Davis beleszámítja a veganizmus erkölcsi költségébe az állatok véletlenszerű halálát, akkor figyelembe kell vennie a javasolt étrendjével járó [állítólagos] megnövekedett emberi elhalálozást is, amely után Lamey szerint „inkább Davis, mint Regan érvelése a kevésbé elfogadható”.

## Megjelenése a kultúrában
Todd Ingram, a Scott Pilgrim a világ ellen című film és képregény karaktere az egyik legnehezebben legyőzhető ördögi ex, akivel Scottnak meg kell küzdenie. A Vegán Akadémiára járt, ahol elsajátíthatta a vegánság minden fortélyát, így jutott hozzá különleges képességeihez. Speciális étrendje emberfeletti erővel ruházza fel őt, közelharcban verhetetlen, egyetlen ökölcsapással falakat rombol le, ráadásul ha gitárpárbajra kerül sor, nincs ellenfél, akinek lealázása nehézséget jelentene számára. Amint azonban megszegi a vegánság szabályait, ereje szertefoszlik. Minden szupervegánt szigorúan ellenőriz a Vegán Rendőrség, ami elől nincs menekvés.

## Fordítás
- Ez a szócikk részben vagy egészben  a   Veganism című angol Wikipédia-szócikk ezen változatának fordításán alapul.  Az eredeti cikk szerkesztőit annak laptörténete sorolja fel. Ez a jelzés csupán a megfogalmazás eredetét és a szerzői jogokat jelzi, nem szolgál a cikkben szereplő információk forrásmegjelöléseként.